# Мохамед Салах
Мохамед Салах Хамед Марез Гали (арап. محمد صلاح حامد محروس غالي; Басјун, 15. јун 1992), познат као Мо Салах, египатски је фудбалер. Тренутно игра за енглески клуб Ливерпул и репрезентацију Египта на позицији крилног нападача. Сматра се једним од најбољих фудбалера на свијету и једним од најбољих афричких играча свих времена, а познат је по својој брзини, дриблингу и контроли лопте. Професионалну каријеру почео је 2010. у Ел Мокавлуну, док је 2012. прешао у Базел, са којим је освојио двије титуле првака Швајцарске. Године 2014. прешао је у Челси, за који није играо много, већ је био на позајмицама у Фјорентини и Роми. Године 2016. прешао је у Рому, гдје је провео једну сезону, у којој је постигао преко десет голова и асистенција и држао клуб у борби за титулу до краја.
Године 2017. прешао је у Ливерпул, за тада десети највећи трансфер у историји клуба. У првој сезони, поставио је рекорд по броју голова у Премијер лиги откад се игра 38 кола и играо је финале Лиге шампиона. У сезони 2018/19. освојио је са клубом Лигу шампиона, што је била прва титула првака Европе за Ливерпул од 2005. године, након чега је у сезони 2019/20. помогао клубу да освоји Премијер лигу, што је била прва титула првака Енглеске за Ливерпул послије 30 година. Такође је освојио и ФА куп и Лига куп, а добио је бројне појединачне награде; три пута је био најбољи стријелац Премијер лиге, једном је проглашен за најбољег играча Премијер лиге, док је два пута завршио на трећем мјесту у избору за ФИФА фудбалера године. Године 2018. добио је Пушкаш награду за најбољи гол године. Године 2023. постао је најбољи стријелац Ливерпула у Премијер лиги, престигавши Робија Фаулера.
За сениорску репрезентацију Египта дебитовао је 2011. године, након што је играо за неколико млађих категорија. Послије наступа на Олимпијским играма 2012. добио је награду за афричког талента који обећава. Године 2017. освојио је сребрну медаљу на Афричком купу нација, након чега је учествовао са репрезентацијом на Свјетском првенству 2018. и освојио сребрну медаљу на Афричком купу нација 2021. Два пута је добио награду за фудбалера године у Африци, два пута је добио награду за BBC афричког фудбалера године, док је два пута изабран у идеални тим Афричког купа нација.
Ван фудбала, означен је као симбол националног поноса у Египту због својих остварења, а такође се нашао и на списку 100 најутицајнијих људи часописа Time 2019. године.

## Дјетињство и јуниорска каријера
Салах је рођен 15. јуна 1992. године у селу Нагриг, које се налази у близини града Басјун у Египту; има брата и сестру. Његов отац Салах Хамед Марез Заки Гали био је државни службеник и  један од највећих извозника јасмина у региону, док му је мајка радила у канцеларији. Његова породица је вољела фудбал; његов отац је играо за аматерски тим као одбрамбени играч, док му је стриц такође играо фудбал. Као и многа дјеца у Египту, сатима је играо фудбал и на улици и у школи, а истакао је да су му тада идоли били Роналдо, Зинедин Зидан, Франческо Тоти и Мохамед Абутрика. Од дјетињства се издвајао својим талентом од остале дјеце. Једног дана, отишао је на пробу у клуб из Друге египатске лиге — Баладејет, али они нису хтјели да га приме јер је био доста мали и слабашан. Након тога, отишао је у клуб Итихад Басон, гдје је био у периоду од 2004. до 2005. године. Према једној верзији, у неком тренутку током сезоне, скаут клуба Османсон Танта из истоименог града посјетио је утакмицу омладинске лиге. Дошао је да оцијени игру другог дјечака, али је био веома импресиониран игром Салаха и на крају га је позвао да пређе у њихову академију, што је он прихватио. Према другој верзији, скаути су га запазили на турниру у малом фудбалу, који је одржан у Нагригу уз учешће ученика из његове школе. Са Тантом је потписао свој први уговор у животу, али је и тамо провео само једну сезону. Османсон Танта је био развојни клуб другог египатског клуба — Араб контракторса, познатог као Ел Мокавлун. Задаци клуба били су рад са младим играчима, а након сезоне коју је провео у клубу, тренери су у њему видјели велики потенцијал, због чега је пребачен у Мокавлун.

## Клупска каријера

### Ел Мокавлун
Након преласка у Мокавлун, суочио са бројним потешкоћама; живио је на великој удаљености од базе тима у Каиру и морао је да путује око четири сата пет дана недељно како би долазио на тренинг свог тима, због чега је био принуђен да напусти школу раније од других. Због путовања, мајка је била забринута за њега, отац је подржавао његове жеље, а он није хтио да одустане јер му је сан био да постане професионални фудбалер. Његов први тренер био је Хамди Нух, кога је касније назвао својим „духовним оцем“. Нух је рекао да га је већ са 14 година одликовала добра визија терена и велика брзина, а да су у његовом карактеру преовладали скромност и љубазност, као и пажљив однос према савјетима тренера, као и да није волио да пропушта утакмице свог тима. Честа и дуга путовања спријечила су га да оствари свој потенцијал; играо је на позицији лијевог бека и није био у стартној постави због велике конкуренције на позицији, као и умора од путовања. Тренер тима Саид ел Шишини је утицао на то да добије собу у бази клуба, захваљујући чему није морао да проводи много времена у путовању и могао је да побољша своју игру. У једној од утакмица Омладинске лиге Каира против тима Енпи, Мокавлун је побиједио са 4 : 0, након чега је Салах плакао јер није постигао гол, пропустивши неколико добрих шанси. Његов тренер је схватио колику има страст за постизањем голова, због чега га је помјерио на позицију десног крилног нападача за наредну утакмицу, а пошто је играо добро, наставио је да игра у нападу.
Са 16 година, тренер Мохамед Радван га је прикључио првом тиму. Морао је да користи посебан режим исхране и да ради по посебном програму тренинга јер му мишићи нијесу били у потпуности формирани због тога што је још увијек био у тинејџерским годинама. На дан 3. маја 2010. године, дебитовао је за сениорски тим у Премијер лиги Египта, у ремију 1 : 1 против Ел Мансура, када је ушао у игру у другом полувремену, док је на осталим утакмицама током сезоне добијао мало шанси. У сезони 2010/11. добијао је више шанси и постао је стандардан како је сезона одмицала. Иако је играо од почетка, није успијевао да постигне гол, због чега је понекад плакао у свлачионици, а Радван је касније изјавио да га је то само мотивисало да постане бољи. Први гол постигао је 9. децембра 2010. године у купу против Суеца, док је 25. децембра постигао први гол у првенству, у ремију 1 : 1 против Ал Ахлија, након чега је 26. маја 2011. постигао оба гола у побједи од 2 : 0 против Смухе. Сезону је завршио са четири постигнута гола на 21 утакмици, док је Ел Мокавлун завршио на последњем мјесту на табели и требало је да испадне из лиге, али је због реформи које су настале након протеста 2011. лига проширена на 19 клубова и нико није испао. За њега су се током сезоне заинтересовали бројни клубови у земљи, међу којима су били Ал Ахли, Замалек, Исмаили и Ал Масри. Он је био заинтересован да пређе у Ал Ахли, који је у то вријеме био водећи у првенству, али трансфер није обављен због тога што је Мокавлун опстао у лиги и управа клуба је била одлучна да га задржи или да га прода само у неки клуб из Европе.
До сезоне 2011/12. своје треће у клубу, постао је један од најперспективнијих египатских играча, као и једна од звијезда клуба. У односу на претходне сезоне, физички је ојачао и промијенио се. Током августа 2011. године, на Свјетском првенству за младе, један од скаута швајцарског клуба Базел примијетио га је током наступа за репрезентацију до 20 година, запазио је слабости које је имао у завршници напада, али је био импресиониран са његовом брзином и техником са лоптом. Његове игре на првенству пратили су и скаути Њукасл јунајтеда, након чега је клуб послао понуду за позајмицу, али трансфер ипак није обављен. Локални клубови су и даље хтјели да га доведу, али је он хтио да иде само у Европу. Током сезоне пропустио је само једну утакмицу у првом дијелу, у којем је постигао седам голова на 15 утакмица. Након немира на стадиону Порт Саид 1. фебруара 2012. године, Фудбалски савез Египта је објавио да се сезона прекида и да неће бити настављена.

### Базел
Базел, клуб из Суперлиге Швајцарске пратио је његове игре неко вријеме, а у њему су видјели замјену за Џердана Шаћирија, тадашњег миљеника навијача, који је требало да оде на љето. Почетком 2012. године, након суспензије Премијер лиге Египта, клуб и репрезентација Египта до 23 године организовали су пријатељску утакмицу како би играчи одржавали форму. Утакмица је одиграна 16. марта на стадиону Ранхоф у Базелу; Салах је ушао у игру у другом полувремену и постигао два гола у побједи од 4 : 3. Послије утакмице, управа клуба се увјерила у потребу за трансфером, а 10. априла је објављено да је потписао четворогодишњи уговор са клубом, са почетком од 15. јуна 2012, године, на његов двадесети рођендан. Вриједност трансфера износила је око два и по милиона евра.
У почетку му је било тешко да се прилагоди јер није знао језик и провео је мало времена са тимом јер је током љета играо и за омладинску и сениорску репрезентацију, због чега није имао много времена да се навикне на промјену средине. На дебију у пријатељској утакмици против Стеауе Букурешт 23. јуна 2012. године, постигао је гол у поразу 4 : 2. Четири дана након завршетка Олимпијских игара, 8. августа, играо је 16 минута у утакмици квалификација за Лигу шампиона 2012/13. у ремију 1 : 1 против норвешког Молдеа, чиме је дебитовао на званичним утакмицама. У лиги је дебитовао 12. августа, у побједи од 3 : 1 против Туна у петом колу, гдје је играо цијелу утакмицу и учествовао је код сва три гола. Први гол постигао је недељу дана касније, у побједи од 2 : 0 против Лозане. Базел је у плеј-офу за пласман у Лигу шампиона испао од Клужа, изгубивши обје утакмице и такмичење је наставио у групној фази Лиги Европе. Због доброг почетка сезоне, оставио је добар утисак на навијаче, али је у наредним утакмицама пропуштао много шанси за гол.
Успио је да се спријатељи са саиграчима, упркос потешкоћама са енглеским језиком; Током јесени, Мурат Јакин је постављен за тренера умјесто Хајка Фогела, који је почео пријатељски да се односи према њему и радио је са њим после тренинга како би побољшао свој учинак и способност да постиже голове. Није био у стартној постави ни код једног тренера све док није научио енглески; у клуб је такође дошао Мохамед ел Нени, његов саиграч из Мокавлуна, што је позитивно утицало на њега. Био је номинован за награду Златни дјечак, а добио је награду за најперспективнијег афричког фудбалера за 2012. годину. Први гол у Лиги Европе постигао је 11. априла 2013. године, у четвртфиналу против Тотенхема; утакмица је завршена 2 : 2 у регуларном дијелу, а Базел је побиједио 4 : 1  на пенале и пласирао се у полуфинале. На дан 2. маја, постигао је гол у поразу 3 : 1 од Челсија у реванш утакмици полуфинала на Стамфорд бриџу, а Челси се пласирао у финале укупном побједом 5 : 2 у двије утакмице. Са клубом је освојио титулу првака Швајцарске, што му је био први трофеј у Европи, а играо је и у финалу Купа, гдје је Грасхопер побиједио на пенале. Сезону је завршио са десет постигнутих голова на 50 утакмица, од чега је дао пет у Суперлиги Швајцарске, три у Купу Швајцарске, као и два у Лиги Европе и добио је награду за фудбалера године у Швајцарској.
Пред почетак сезоне 2013/14. са клубом је освојио Ухренкуп, међународно пријатељско такмичење, побједом од 2 : 1 против Црвене звезде. На првој утакмици у лиги, постигао је гол у побједи од 3 : 1 против Арауа, 13. јула 2013. године. Почетком августа, постигао је гол у ремију 3 : 3 на гостовању против Макаби Тел Авива у реванш утакмици трећег кола квалификација за Лигу шампиона, након што је Базел водио 3 : 0. Након утакмице, био је критикован у медијима јер је дјеловало да је намјерно одбио да се рукује са играчима Макабија и у првој и у реванш утакмици у Израелу. Он је у првој утакмици избјегао руковање јер је отишао да обује друге копачке, док је у реваншу поздрављао играче склопљеним песницима умјесто уобичајеним пружањем руке.
На дан 21. августа, постигао је два гола у побједи од 4 : 2 на гостовању против Лудогореца у првој утакмици плеј-офа за пласман у Лигу шампиона, након чега је Базел у Швајцарској побиједио 2 : 0 и пласирао се у Лигу шампиона. На дан 18. септембра, постигао је гол у побједи од 2 : 1 на гостовању против Челсија у првом колу групне фазе Лиге шампиона, што му је био први гол у такмичењу, а након утакмице његова популарност је нагло порасла. У наредним утакмицама у групи, Базел је изгубио од Шалкеа 04 и два пута је ремизирао са Стеауом, чиме су шансе за пласман у елиминациону фазу биле мале. На дан 26. новембра, постигао је гол за побједу од 1 : 0 против Челсија кући у петом колу, али је Базел ипак завршио на трећем мјесту на табели, са двије побједе и два ремија, послије пораза од Шалкеа у последњем колу. Након утакмице, многи велики европски клубови су се заинтересовали за њега, а он је сам касније изјавио да је од самог почетка био свјестан да је Базел само почетни корак у његовој каријери.
На дан 1. децембра, постигао је два гола за четири минута за реми 2 : 2 против Јанг бојса, захваљујући чему је Базел задржао три бода предности на првом мјесту, а касније је освојио пету титулу заредом, док је Салах постигао четири гола на 18 утакмица у првом дијелу сезоне.
На дан 23. јануара 2014. објављено је да ће напустити Базел. Током периода који је провео у клубу, одиграо је 95 утакмица, од чега 47 у Суперлиги Швајцарске, шест у Купу, 26 у европским такмичењима и 16 у пријатељским утакмицама. Постигао је укупно 21 гол, од чега девет у Суперлиги, четири у Купу, седам у европским такмичењима и један у пријатељским утакмицама.

### Челси
На дан 23. јануара 2014. Челси је објавио да је постигао договор са Базелом око куповине Салаха, за око 11 милиона фунти, односно 16,5 милиона евра. Три дана касније трансфер је обављен, чиме је постао први египатски фудбалер који је потписао за неки клуб из Лондона. Ливерпул је такође хтио да га купи и нудио је исто 11 милиона фунти. Он је хтио да пређе у Ливерпул и чекао је да се клубови договоре, али је онда одлучио да пређе у Челси након што га је позвао тренер Жозе Морињо. Узео је дрес са бројем 15. који је претходно носио Кевин де Бројне, али је отишао у Волфсбург.
За клуб је дебитовао 8. фебруара, у побједи од 3 : 0 против Њукасла, када је ушао у игру у другом полувремену умјесто Вилијана. Није добијао много шанси, али је хтио да се бори за мјесто у тиму. На дан 22. марта, у побједи од 6 : 0 против Арсенала, ушао је у игру у другом полувремену умјесто Оскара и постигао је први гол за клуб, на асистенцију Немање Матића. Добијао је ријетко шансу, На дан 5. априла, постигао је водећи гол, у побједи од 3 : 0 против Стоук Ситија, а затим је изборио пенал и асистирао Вилијану за трећи гол. Након те утакмице почео је чешће да игра, а Морињо је истакао да ће бити важан играч у наредној сезони. Сезону је завршио са десет одиграних утакмица и два постигнута гола у Премијер лиги.
Прије почетка сезоне 2014/15. појавиле су се информације да би могао да буде принуђен да се врати у Египат и служи обавезни војни рок, након што је египатски министар високог образовања поништио његову регистрацију за образовни програм. Поштеђен је одласка у војску након састанка са тадашњим египатским премијером Ибрахимом Махлабом и министром високог образовања и селекторем репрезентације Египта Шокијем Гаријебом. На почетку сезоне, промијенио је број на дресу са 15 на 17, који је претходно носио Еден Азар, јер се у клуб вратио Дидје Дрогба, који је требало да узме број 15, али је 15. августа, објављено је да ће Дрогба носити дрес са бројем 11, јер је Оскар, који је носио тај број у претходној сезони, преузео број 8 након што је Френк Лампард прешао у Манчестер Сити. Осим Дрогбе, у клуб су дошли Лоика Реми, Дијего Коста и Сеск Фабрегас, док су од нападача отишли Фернандо Торес и Демба Ба.
Упркос томе што је играо добро на припремама и постигао неколико голова, прву утакмицу у сезони одиграо је 13. септембра, у побједи од 4 : 2 против Свонзи Ситија у четвртом колу Премијер лиге, гдје је ушао у 82. минуту умјесто Фабрегаса. Крајем септембра, играо је прву утакмицу у Лиги шампиона, у побједи од 1 : 0 на гостовању против Спортинга, када је ушао у игру у 85. минуту умјесто Азара. У периоду између августа и октобра, играо је на само пет пута, а укупно је одиграо 12 минута у првенству и  шест у Лиги шампиона. На дан 28. октобра уписао је асистенцију Дрогби у побједи од 2 : 1 на гостовању против Шрузбери тауна, клуба из Лиге 2 у осмини финала Лига купа. Након утакмице, Морињо је јавно критиковао њега и Андреа Ширлеа, због лоше игре, изјавивши: „очекујем да ће ми играчи правити проблеме. Волим проблеме. Али многи од њих нису и олакшали су одабир мог тима за суботу.“ Након тога, играо је још само на утакмици против Спортинга у Лиги шампиона, као и на утакмици против Тотенхема у Премијер лиги, када је ушао у финишу. Током првог дијела сезоне одиграо је само три утакмице у Премијер лиги, због чега је изразио жељу да напусти клуб. За њега су били заинтересовани неки енглески клубови, али је у зимском прелазном року је отишао на позајмицу у Фјорентину. На крају сезоне, Морињо је изјавио да ће му бити послата побједничка медаља након што је Челси освојио Премијер лигу, због својих доприноса те сезоне.

#### Позајмица Фјорентини
У последњем дану прелазног рока, 2. фебруара 2015. године, Челси је објавио да ће Салах прећи на позајмицу у Фјорентину на годину и по, до краја сезоне 2015/16. у склопу трансфера у којем је Хуан Квадрадо прешао у Челси. Изабрао је дрес са бројем 74, у част 74 жртве које су погинуле у немирима на стадиону Порт Саид 2012. године. На представљању у новом клубу изјавио је да не намјерава да се враћа у Челси. Недељу дана након потписивања уговора дебитовао је за клуб, у побједи од 3 : 2 против Аталанте на стадиону Артемио Франки, када је ушао у игру у 65. минуту умјесто Хоакина. Послије утакмице, тренер Винченцо Монтела изјавио је да је Салах дао тиму брзину и енергију, али да треба да побољша своју игру у одбрани.
Први пут је био у стартној постави 14. фебруара и постигао је први гол за клуб, а два минута касније уписао је асистенцију за Куму Бабакара у побједи од 3 : 1 против Сасуола. Недељу дана касније, постигао је гол у ремију 1 : 1 против Торина, на асистенцију Алберта Ђилардина. Први гол у европским такмичењима за клуб постигао је 24. фебруара, у побједи од 2 : 0 против Тотенхема, у реванш утакмици шеснаестине финала Лиге Европе, захваљујући чему је Фјорентина прошла даље након ремија 1 : 1 у првој утакмици. На дан 1. марта, постигао је трећи гол у Серији А, у побједи од 1 : 0 на гостовању против Интера, док је четири дана касније постигао оба гола у побједи од 2 : 1 на гостовању против Јувентуса у првој утакмици полуфинала Купа Италије, али је Јувентус у реваншу побиједио 3 : 0 и пласирао се у финале. Због својих игара добио је позитивне критике у медијима, а истакли су да је успио да замијени Квадрада. На дан 10. маја, постигао је гол у побједи од 3 : 2 на гостовању против Емполија, док је осам дана касније постигао гол у побједи од 3 : 0 против Парме.
Сезону је завршио са шест постигнутих голова на 16 утакмица у Серији А. На крају сезоне, многи европски клубови су хтјели да га доведу, али је Фјорентина намјеравала да га задржи, пославши Челсију милион евра за продужетак позајмице за сезону 2015/16. и нудећи активирање опције откупа уговора за 18 милиона евра. Салах је одбио да пређе, а иако је првобитно позајмица била на годину и по, није хтио уопште да се враћа у клуб за наредну сезону, тврдећи да је потписао само на пола године и хтио је да пређе у други италијански клуб, а Интер је био најозбиљнији кандидат. Ипак, на крају је прешао у Рому, која се договорила са Челсијем за позајмицу уз откуп уговора за између 15 и 18 милиона евра на крају сезоне. На дан 11. септембра, Фјорентина је поднијела жалбу Фифи, у којој је наведено да је Челси прекршио уговор када му је дозволио да пређе у Рому. ФИФА му је дозволила да игра за клуб наводећи да су тврдње без основа, након чега је Фјорентина поднијела тужбу Суду за спортску арбитражу у којој су тражили 32 милиона евра одштете. Суд је у јуну 2017. ослободио Салаха и Челси од оптужби.

#### Позајмица Роми
На дан 6. августа 2015. године, прешао је на позајмицу у Рому до краја сезоне 2015/16. за 5 милиона евра, са опцијом откупа уговора за 15 милиона евра. Изабрао је дрес са бројем 11. За клуб је дебитовао 22. августа, у ремију 1 : 1 против Вероне, а упркос добрим издањима на припремама, није се одмах прилагодио новом тиму; први гол постигао је 20. септембра, за реми 2 : 2 против Сасуола, а послије првог гола почео је да их постиже чешће. Постигао је по гол на наредне двије утакмице, у поразу од Сампдорије 2 : 1, као и у побједи 5 : 1 против Карпија. На дан 25. октобра, вратио се на стадион Артемио Франки по први пут након одласка, на утакмицу против Фјорентине, гдје је дочекан непријатељски од стране навијача, који су му звиждали и држали транспаренте. Постигао је водећи гол у 6. минуту, који није хтио да слави; Рома је побиједила 2 : 1, а при крају утакмице је добио жути картон због фаула у 87. минуту над Факундом Ронкаљом, а затим је због гестикулација судији добио још један жути картон и искључен је са утакмице. До тог тренутка постигао је пет голова на десет утакмица, а од Другог свјетског рата, само је Габријел Батистута постигао више голова на првих десет утакмица за Рому. На дан 4. новембра, постигао је водећи гол у побједи од 3 : 2 против Бајер Леверкузена у четвртом колу групне фазе Лиге шампиона, што му је био први гол у такмичењу у сезони; такође, то је био најбржи гол у европском такмичењу у историји Роме, минут и 40 секунди након почетка утакмице.
У дерби утакмици против Лација, повриједио се након што је Сенад Лулић стартовао грубо, због чега су га изнијели са терена на носилима. Због повреде није играо скоро месец дана, а вратио се на терен 9. децембра у последњој утакмици групне фазе Лиге шампиона против БАТЕ Борисова, када је ушао умјесто Хуана Мануела Итурбеа у другом полувремену. Након повреде, до краја године је играо слабије и на осам утакмица није постигао гол. Током зиме, Лучано Спалети је постављен за тренера умјесто Рудија Гарсије. На дан 2. фебруара, постигао је гол у побједи од 2 : 0 против Сасуола, чиме је прекинуо низ утакмица без гола. На дан 21. фебруара постигао је два гола у побједи од 5 : 0 против Палерма, док је почетком марта постигао два гола и асистирао Стефану ел Шаравију у побједи од 4 : 1 против Фјорентине, захваљујући чему је Рома дошла на треће мјесто у Серији А. Недељу дана касније постигао је гол за реми 1 : 1 против Болоње на асистенцију Франческа Тотија. На дан 2. маја, постигао је водећи гол у побједи од 3 : 2 на гостовању против Ђенове у 36. колу, након чега је постигао гол у побједи од 3 : 1 на гостовању против Милана у последњем, 38. колу.
Спалети га је доста цијенио и учинио га кључним офанзивним играчем у свом тиму. Клуб је такође имао добар став према њему и углавном је због њега Рома отворила налог на друштвеној мрежи Twitter на арапском језику. Сезону је завршио са 15 постигнутих голова на 42 утакмице у свим такмичењима, од чега је дао 14 у Серији А, гдје је завршио на петом мјесту листе стријелаца, док је најбољи стријелац био Гонзало Игваин из Наполија са 36 голова. Са својим головима и са 11 асистенција држао је клуб у борби за титулу до краја сезоне; Рома је завршила на трећем мјесту у Серији А, два бода иза Наполија, са четири пораза, што је било најмање у лиги и пласирала се у квалификације за Лигу шампиона. У јуну, проглашен је за играча сезоне у клубу по избору навијача, испред Рађе Наинголана, Тотија и Миралема Пјанића.

### Рома
На дан 3. августа, Рома је откупила његов уговор за 15 милиона евра. Клуб је сезону почео у плеј-офу квалификација за Лигу шампиона, гдје је испао од Порта изгубивши 3 : 0 кући, на стадиону Олимпико, након чега је такмичење наставио у Лиги Европе. Први гол у сезони постигао је 20. августа, у побједи од 4 : 0 против Удинезеа у првом колу Серије А. На дан 11. септембра, постигао је водећи гол у побједи од 3 : 2 против Сампдорије, након чега је постигао гол у побједи од 4 : 0 против Кротонеа у петом колу Серије А, као и у побједи од 4 : 0 против Астре Ђурђу у другом колу групне фазе Лиге Европе недељу дана касније. На дан 6. новембра, постигао је сва три гола у побједи од 3 : 0 против Болоње, што му је био први хет-трик у каријери. До новембра, заједно са Џеком постигао је 18 голова, што је тада био најбољи учинак двојице играча у Европи.
Због напукнућа лигамента скочног зглоба пропустио је неколико утакмица током децембра, а вратио се на терен 17. децембра, у поразу 1 : 0 од Јувентуса, када је ушао у игру у другом полувремену. Након периода од преко три мјесеца без гола, постигао је гол 19. фебруара, у побједи од 4 : 1 против Торина. На дан дан 9. марта, постигао је први гол на утакмици, у поразу 4 : 2 од Олимпик Лиона у првој утакмици осмине финала Лиге Европе; Рома је у реваншу у Риму побиједила 2 : 1, али је испала укупним резултатом 5 : 4. На дан 4. априла, постигао је два гола за преокрет у финишу и побједу од 3 : 2 против Лација који је водио 2 : 1 у реванш утакмици полуфинала Купа Италије; Лацио је у првој утакмици побиједио 2 : 0 и пласирао се у финале. На дан 29. априла, постигао је два гола у побједи од 4 : 1 на гостовању против Пескаре, оба на асистенцију Ел Шаравија, након чега је постигао два гола у побједи од 5 : 3 на гостовању против Кјева у претпоследњем колу Серије А, када су му асистирали Кевин Стротман и Един Џеко. На дан 28. маја, у побједи од 3 : 2 против Ђенове у последњем колу, изашао је из игре у другом полувремену, а умјесто њега ушао је Франческо Тоти, који је одиграо последњу утакмицу за клуб.
Сезону је завршио са 19 постигнутих голова на 41 утакмици у свим такмичењима, од чега је дао 15 у Серији А, гдје је завршио на 11 мјесту листе стријелаца, док је најбољи стријелац био његов саиграч Един Џеко са 29 голова. Завршио је као најбољи асистент лиге са десет асистенција, испред Хосеа Каљехона. Рома је завршила на другом мјесту на табели, четири бода иза Јувентуса и пласирала се у Лигу шампиона.

### Ливерпул

#### 2017/18: Финале Лиге шампиона и индивидуална постигнућа
На дан 22. јуна, прешао је у Ливерпул са којим је потписао петогодишњи уговор, за 36,5 милиона фунти, са могућношћу да се повећа на 43 милиона са клаузулама. То је био највећи трансфер у историји клуба, срушивши рекорд из 2011. када је Енди Керол дошао за 35 милиона фунти. Узео је дрес са бројем 11, који је претходно носио Роберто Фирмино, али је он узео дрес са бројем 9. У клуб је дошао 1. јула, након отварања љетњег прелазног рока, поставши први египатски фудбалер у Ливерпулу. Успио је да одмах успостави добар однос са Јиргеном Клопом; био је одлучан да докаже да је његово вријеме које је провео у Енглеској са Челсијем било само несрећни сплет околности. Током свог боравка у Фиорентини и Роми, стекао је доста искуства, али су многи били скептични због његовог доласка у клуб. Дебитовао је 12. августа и постигао је гол, у ремију 3 : 3 на гостовању против Вотфорда. Свој други гол и први на Енфилду постигао је 24. августа у побједи од 4 : 2 против Хофенхајма у реванш утакмици плеј-офа за пласман у Лигу шампиона, а Ливерпул се пласирао у групну фазу након што је побиједио 2 : 1 у првој утакмици у Њемачкој. Три дана касније, постигао је гол и уписао асистенцију Данијелу Стариџу у побједи од 4 : 0 против Арсенала. Због добрих игара током августа, проглашен је за играча мјесеца Ливерпула од стране навијача. На дан 16. септембра, постигао је гол у ремију 1 : 1 против Бернлија, на асистенцију Емреа Џана, док је шест дана касније постигао водећи гол на асистенцију Филипеа Котиња у побједи од 3 : 2 на гостовању против Лестер Ситија. На дан 17. октобра, постигао је два гола у побједи од 7 : 0 на гостовању против Марибора у Лиги шампиона, чиме је Ливерпул изједначио највећу побједу једног клуба на гостовању у историји такмичења и остварио највећу побједу на гостовању једног енглеског клуба.
На дан 4. новембра, постигао је два гола у побједи од 4 : 1 на гостовању против Вест Хем јунајтеда у 11. колу Премијер лиге, оба на асистенцију Садиа Манеа, након чега је постигао два гола у побједи од 3 : 0 против Саутемптона у 12 колу, на асистенције Кутиња и Џорџинија Вајналдума. Недељу дана касније, постигао је гол у ремију 1 : 1 против Челсија, на асистенцију Алекса Окслејд Чејмберлена, али није хтио да га слави као знак поштовања према бившем клубу и у знак поштовања према жртвама напада на џамију Синај у Египту који се догодио дан раније. Четири дана касније, постигао је два гола у побједи од 3 : 0 на гостовању против Стоук Ситија, након што је ушао у игру у другом полувремену. У новембру је постигао седам голова на четири утакмице и по први пут је добио награду за играча мјесеца Премијер лиге; такође, са два гола против Стоука, стигао је на прво мјесто листе стријелаца. На дан 10. децембра, постигао је гол за вођство у Мерсисајд дербију против Евертона, након чега је Вејн Руни изједначио у финишу из пенала и утакмица је завршена 1 : 1. Недељу дана касније, постигао је гол у побједи од 4 : 0 на гостовању против Борнмута, чиме је Ливерпул постао први клуб у историји Премијер лиге који је остварио четири побједе заредом у гостима са минимум три гола разлике. То му је био 20 гол за клуб на 26 утакмица чиме је дошао на диобу другог мјеста играча који су најбрже постигли 20 голова за клуб, иза Џорџа Алана који је то остварио на 19 утакмица 1895. године.
На дан 22. децембра, постигао је гол у ремију 3 : 3 на гостовању против Арсенала, гдје је Ливерпул водио 2 : 0, а Арсенал преокренуо на 3 : 2, а недељу дана касније, постигао је оба гола у побједи од 2 : 1 против Лестер Ситија. У јануару, изабран је за најбољег фудбалера Африке за 2017. годину, испред Манеа и Обамејанга, поставши други Египћанин који је добио награду, након Махмуда ел Хатиба 1983. На дан 14. јануара 2018. године, постигао је гол и уписао асистенцију Манеу у побједи од 4 : 3 против Манчестер Ситија, чиме је Ливерпул прекинуо низ Ситија од 30 утакмица без пораза. Крајем јануара, постигао је гол у побједи од 3 : 0 на гостовању против Хадерсфилд Тауна, док је пет дана касније постигао оба гола у ремију 2 : 2 против Тотенхема; до 90. минута било је 1 : 1, када је дао гол за вођство, али је у последњим тренуцима Хари Кејн дао гол за изједначење. На дан 11. фебруара, постигао је гол и уписао асистенцију у побједи од 2 : 0 против Саутемптона, док је три дана касније постигао гол у побједи од 5 : 0 на гостовању против Порта у првој утакмици осмине финала Лиге шампиона.
На дан 17. марта, постигао је четири гола и уписао асистенцију у побједи од 5 : 0 против Вотфорда, што му је био први хет-трик за клуб, а чиме је стигао до 36 постигнутих голова у сезони и срушио рекорд Фернанда Тореса од 33 гола у дебитантској сезони за клуб; такође, престигао је Кејна, Лионела Месија и Чира Имобилеа као најбољи стријелац у пет најјачих лига у Европи. На крају утакмице, пришао је голману Вотфорда Орестису Карнезису и извинио му се због броја голова које му је дао. Послије утакмице, Стивен Џерард је изјавио: „свједочимо почетку величине.“

„Каква сезона. И још тога слиједи у Лиги шампиона и Свјетском првенству. Било је дивно гледати те.” — Пеле Салаху о његовој рекордној сезони 2017/2018.

На дан 31. марта, постигао је гол за побједу од 2 : 1 на гостовању против Кристал Паласа, док је пет дана касније постигао гол и уписао асистенцију Манеу у побједи од 3 : 0 против Манчестер Ситија у првој утакмици четвртфинала Лиге шампиона. У реванш утакмици против Манчестер Ситија, постигао је гол у побједи од 2 :1, док је четири дана касније постигао гол у побједи од 3 : 0 против Борнмута. На дан 18. априла, изабран је у идеални тим Премијер лиге за сезону 2017/18. по избору играча, док је неколико дана касније проглашен за играча сезоне Премијер лиге по избору играча. На дан 21. априла, постигао је гол у ремију 2 : 2 против Вест Бромич албиона, након што је Ливерпул водио 2 : 0, стигавши до 31 гола у сезони и девет асистенција, чиме је постао пети играч у историји лиге који је учествовао у 40 голова у сезони, након Алана Ширера, Ендија Кола, Тијерија Анрија и Луиса Суареза. Три дана касније, постигао је два гола, оба на асистенцију Фирмина, а затим уписао асистенције и Фирмину и Манеу у побједи од 5 : 2 против Роме у првој утакмици полуфинала Лиге шампиона, чиме је стигао до учинка од пет утакмица заредом које је стартовао у такмичењу на којима је дао гол, изједначивши клупски рекорд Стивена Џерарда из сезоне 2007/08. Постао је први фудбалер из Африке и први фудбалер Ливерпула који је постигао десет голова у једној сезони Лиге шампиона; такође, стигао је до 43 гола у свим такмичењима, чиме је надмашио учинак Роџера Ханта од 42 гола на другом мјесту по броју голова једног играча Ливерпула у сезони и приближио се Ијану Рашу на првом мјесту са 47. Претходно је оборио клупски рекорд по броју голова у једној сезони у ери Премијер лиге, који је држао Роби Фаулер са 36 из сезоне 1995/96; У реванш утакмици, Рома је побиједила 4 : 2, али је Ливерпул прошао даље укупним резултатом 7 : 6 и пласирао се у прво финале након 11 година. У последњем колу Премијер лиге постигао је гол у побједи од 4 : 0 против Брајтона, чиме је сезону завршио са 32 гола и добио је златну копачку за најбољег стријелца лиге.
У финалу Лиге шампиона против Реал Мадрида, повриједио је лијево раме у 30. минуту након старта Серхиа Рамоса. Наставио је утакмицу, али је затим сјео на терен због болова и изашао је из игре у сузама; Реал је на крају побиједио 3 : 1. Фудбалски савез Египта објавио је да повреда неће утицати на његов наступ на Свјетском првенству и да ће се наћи на списку 4. јуна. Дан након финала, Рамос је написао поруку и пожелио му брз опоравак.
Сезону је завршио са 44 постигнута гола на 52 утакмице у свим такмичењима. На крају сезоне, проглашен је за најбољег играча Премијер лиге, побиједивши у избору Давида де Хеу, Харија Кејна, Џејмса Тарковског, Кевина де Бројнеа и Рахима Стерлинга, поставши први Египћанин и трећи играч Ливерпула који је добио награду након Мајкла Овена и Луиса Суареза. На додјели награде изјавио је: „одиграо сам двије добре сезоне у Роми, али сам маштао о повратку у Премиер лигу, како бих се доказао онима који су говорили да сам био промашај у првом доласку.“ Са 32 гола у Премијер лиги, завршио је на другом мјесту у борби за Златну копачку, коју је по пети пут освојио Меси, са 34 гола.

#### 2018/19: Титула Лиге шампиона
На дан 2. јула 2018. потписао је нови вишегодишњи уговор са Ливерпулом. Јирген Клоп је рекао да је та вијест важна као изјава о намјерама у погледу статуса Ливерпула у свијету фудбала у томе да се Салах додатно посвети клубу. На отварању сезоне, постигао је први гол у побједи од 4 : 0 против Вест Хем јунајтеда. У утакмици другог кола, у побједи од 2 : 0 на гостовању против Кристал Паласа, учествовао је у оба гола; изборио је пенал из којег је Џејмс Милнер дао гол за вођство, а затим је асистирао Манеу за други гол. Пет дана касније, постигао је једини гол у побједи од 1 : 0 против Брајтона.
На дан 30. августа, нашао се на скраћеном списку од три играча у избору за УЕФА најбољег играча Европе, гдје је завршио на трећем мјесту, иза Луке Модрића и Кристијана Роналда. Био је и на скраћеном списку за најбољег нападача Европе, гдје је завршио на другом мјесту, иза Роналда. На дан 3. септембра, нашао се на скраћеном списку за награду најбољи ФИФА фудбалер, гдје је завршио такође иза Модрића и Роналда. Добио је награду Пушкаш за најбољи гол године, за гол који је постигао против Евертона, што је изазвало много контроверзи и протеста путем интернета против одлуке, а многи навијачи су истакли да је то најгори гол икада који је добио награду. На дан 22. септембра, постигао је гол у побједи од 3 : 0 против Саутемптона, док је наредни гол постигао након мјесец дана, за побједу од 1 : 0 на гостовању против Хадерсфилд Тауна. Четири дана касније, постигао је два гола у побједи од 4 : 0 против Црвене звезде у трећем колу групне фазе Лиге шампиона, чиме је стигао до 50 датих голова за клуб на 65 утакмица и постао играч који је најбрже стигао до 50 голова у историји Ливерпула.

„Жртвовао сам много за своју каријеру, да одем са села у Каиро, а да будем Египћанин на овом нивоу је невјероватно за мене.”

—  Салах након освајања Лиге шампиона 2019.
На дан 27. октобра, постигао је гол и уписао двије асистенције у побједи од 4 : 1 против Кардиф Ситија, након чега је у новембру постигао по гол у побједи од 2 : 0 против Фулама, као и у побједи од 3 : 0 на гостовању против Вотфорда, када му је Мане асистирао. На дан 8. децембра, постигао је хет-трик у побједи од 4 : 0 на гостовању против Борнмута у 16. колу, чиме је Ливерпул дошао на прво мјесто на табели, бод испред Манчестер Ситија. Три дана касније, постигао је гол за побједу од 1 : 0 против Наполија у последњем колу групне фазе Лиге шампиона, чиме се Ливерпул пласирао у осмину финала, са истим бројем бодова као и Наполи. На дан 21. децембра, постигао је гол и уписао асистенцију Вирџилу ван Дајку у побједи од 2 : 0 на гостовању против Вулверхемптон вондерерса, након чега је постигао гол и уписао асистенцију Фабињу у побједи од 4 : 0 против Њукасл јунајтеда, а три дана касније постигао је гол и уписао асистенцију Манеу у побједи од 5 : 1 против Арсенала, гдје је Фирмино постигао хет-трик, а он је стигао до три гола и три асистенције на три утакмице које су одигране у размаку од недељу дана. У јануару, изабран је за најбољег фудбалера Африке за 2018. годину, другу годину заредом, поново испред Манеа и Обамејанга. На дан 12. јануара, постигао је гол за побједу од 1 : 0 на гостовању против Брајтона, док је недељу дана касније постигао два гола у побједи од 4 : 3 против Кристал Паласа, чиме је стигао до 50 голова у Премијер лиги на 72 kgутакмице, изједначивши се са Торесом на четвртом мјесту играча којима је било потребно најмање утакмица да дођу до 50 голова, иза Ендија Кола са 65 утакмица, Алана Ширера са 66 и Руда ван Нистелроја са 68.
Почетком фебруара, након утакмице против Вест Хем јунајтеда која је завршена 1 : 1, управа Вест Хема објавила је да ће истражити видео снимак на којем је приказано како га навијачи вријеђају на расној и вјерској основи. Након истраге, навијач је кажњен трогодишњом забраном уласка на стадион. Пет дана касније, постигао је гол у побједи од 3 : 0 против Борнмута. На дан 5. априла, постигао је гол на асистенцију Џордана Хендерсона у побједи од 3 : 1 против Саутемптона, што му је био 50 гол у Премијер лиги за Ливерпул на 69 утакмици, чиме је срушио рекорд Тореса као играч коме је било потребно најмање утакмица да постигне 50 голова за клуб. Такође, постао је трећи најбржи играч који је то остварио за један клуб од почетка ере Премијер лиге, иза Ширера који је постигао 50 голова за Блекберн роверсе на 66 утакмица и Ван Нистелроја који је то постигао за Манчестер јунајтед на 68 утакмица. Касније током мјесеца, постигао је гол са преко 20 метара у побједи од 2 : 0 против Челсија, чиме је Ливерпул остварио 26 побједу и изједначио клупски рекорд по броју побједа у једној сезони Премијер лиге и поставио други најбољи резултат у првом степену такмичења у Енглеској, након 30 побједа из 1979. Три дана касније, постигао је гол и уписао асистенцију у побједи од 4 : 1 на гостовању против Порта у реванш утакмици четвртфинала Лиге шампиона, а Ливерпул се пласирао у полуфинале укупним резултатом 6 : 1. На дан 26. априла, постигао је два гола у побједи од 5 : 0 против Хадерсфилд Тауна, чиме је стигао до 69 голова на 100 утакмица за клуб и срушио рекорд који су заједно држали Роџер Хант и Сем Рејбулд, са највише датих голова на првих стотину утакмица за Ливерпул.
На дан 4. маја, постигао је гол у побједи од 3 : 2 на гостовању против Њукасл јунајтеда, али је због судара са голманом Мартином Дубравком, задобио потрес мозга и морао је да изађе из игре у 73. минуту; умјесто њега ушао је Дивок Ориги. Због повреде морао је да пропусти реванш утакмицу полуфинала Лиге шампиона против Барселоне, која је у првој утакмици побиједила 3 : 0 на стадиону Камп ноу. У реваншу, Ливерпул је побиједио 4 : 0 и пласирао се у друго финале заредом. У последњем колу Премијер лиге, Ливерпул је побиједио Вулверхемптон вондерерсе 2 : 0; сезону је завршио са 97 бодова и само једним поразом, али је титулу освојио Манчестер Сити са бодом више. Ливерпул је имао више освојених бодова него прваци на 116 од 119 сезона у историји највишег степена такмичења у Енглеској. На дан 1. јуна, постигао је водећи гол из пенала у побједи од 2 : 0 против Тотенхема у финалу Лиге шампиона 2019. То је била прва титула за Ливерпул послије 14 година, а његов гол, који је постигао у прва два минута утакмице, био је други најбржи у финалу Лиге шампиона свих времена, бржи је био само гол који је дао Паоло Малдини за Милан против Ливерпула у финалу 2005. Такође, постао је први египатски фудбалер који је освојио Лигу шампиона.
Сезону је завршио са 27 голова на 52 утакмице у свим такмичењима, од чега је дао 22 у Премијер лиги, гдје је освојио Златну копачку другу сезону заредом, као један од тројице играча са 22 гола, уз Манеа и Пјера Емерика Обамејанга; пет голова је постигао у Лиги шампиона.

#### 2019/20: Титула у Премијер лиги
На дан 9. августа, постигао је други гол на утакмици, у побједи од 4 : 1 против Норич Ситија на отварању сезоне 2019/20. у Премијер лиги. Пет дана касније, на утакмици Суперкупа Европе 2019. постигао је одлучујући пенал у петој серији за побједу од 5 : 4 на пенале против Челсија, након што је утакмица завршена 2 : 2. На дан 27. августа, постигао је два гола у побједи од 3 : 1 против Арсенала у трећем колу, након чега је постигао гол у побједи од 3 : 1 против Њукасл јунајтеда у петом колу. У септембру, био је номинован међу 55 фудбалера за идеални тим године по избору удружења фудбалера FIFPro и Фифе, али није уврштен у тим, гдје су као нападачи изабрани Меси, Кристијано Роналдо и Килијан Мбапе. На дан 2. октобра, постигао је два гола у побједи од 4 : 3 против Ред бул Салцбурга у другом колу групне фазе Лиге шампиона; Ливерпул је видио 3 : 0, Салцбург је изједначио, а Салах је у финишу дао гол за побједу. Након више од мјесец дана, дао је гол у побједи од 2 : 1 против Тотенхема у десетом колу Премијер лиге. На дан 10. новембра, постигао је гол у побједи од 3 : 1 против Манчестер Ситија, након чега је постигао гол и уписао асистенцију у побједи од 4 : 1 на гостовању против Генка у трећем колу групне фазе Лиге шампиона.
У децембру, био је номинован за Златну лопту, али је завршио на петом мјесту у избору, док је Меси освојио награду по шести пут. На утакмици против Борнмута, постигао је гол и уписао асистенцију у побједи од 3 : 0, одигравши своју стоту утакмицу у Премијер лиги. Три дана касније, постигао је гол у побједи од 2 : 0 на гостовању против Ред бул Салцбурга у последњем колу групне фазе Лиге шампиона, након чега је постигао оба гола у побједи од 2 : 0 против Вотфорда. Крајем мјесеца, добио је Златну лопту за најбољег играча Свјетског клупског првенства, на којем је Ливерпул побиједио Фламенго у финалу и освојио такмичење.
На дан 2. јануара 2020. године, постигао је гол на асистенцију Ендија Робертсона у побједи од 2 : 0 против Шефилд јунајтеда, док је 19. јануара постигао гол у побједи од 2 : 0 против Манчестер јунајтеда; узео је лопту од Алисона близу свог шеснаестерца, а затим је претрчао цијели терен и дао гол. Десет дана касније, постигао је водећи гол у побједи од 2 : 0 на гостовању против Вест Хем јунајтеда у одложеној утакмици 16. кола, чиме је Ливерпул побиједио сваки тим у току једне сезоне, први пут у историји клуба. Три дана касније, постигао је два гола у побједи од 4 : 0 против Саутемптона, након чега је постигао гол и у побједи кући против Вест Хема 3 : 2. На дан 7. марта, постигао је водећи гол у побједи од 2 : 1 против Борнмута, чиме је Ливерпул поставио рекорд првог степена такмичења у Енглеској, остваривши 22 побједу заредом кући. Гол који је постигао био му је 70 за Ливерпул у Премијер лиги на стотој утакмици, чиме је срушио рекорд Тореса од 63 гола на 100 утакмица за клуб. Такође, то му је био 20 гол у сезони у свим такмичењима, чиме је постао први играч Ливерпула који је постигао 20 голова на три сезоне заредом, након Мајкла Овена, који је то остварио од сезоне 2000/01. до сезоне 2002/03.
У марту, Премијер лига је прекинута због пандемије ковида 19, а настављена је у јуну. На првој утакмици након паузе, постигао је гол и уписао асистенцију у побједи од 4 : 0 против Кристал Паласа, чиме је Ливерпул освојио титулу, прву послије 30 година. Након што је Ливерпул осигурао титулу, постигао је два гола и уписао асистенцију у побједи од 3 : 1 на гостовању против Брајтона, док је у претпоследњем колу, у побједи од 5 : 3 против Челсија, подигао трофеј намијењен прваку лиге у церемонији додјеле пехара на последњој утакмици кући.
Сезону је завршио са 23 голова на 48 утакмица у свим такмичењима, од чега је дао 19 у Премијер лиги, гдје је завршио на петом мјесту листе стријелаца, док је најбољи стријелац био Џејми Варди са 23 гола; четири гола је постигао у Лиги шампиона.

#### 2020/21: Стоти гол за Ливерпул
На отварању Премијер лиге, постигао је хет-трик, од чега два гола из пенала, у побједи од 4 : 3 против Лидс јунајтеда. Постао је први играч Ливерпула и други у историји који је постигао гол на отварању четири сезоне заредом, након Тедија Шерингама. Послије утакмице, Клоп је изјавио: „заиста сам изненађен да постоји још један рекорд који може да обори. Мислио сам да их је већ све оборио.“ Такође, постао је први играч Ливерпула који је постигао хет-трик у првом колу након Џона Олдриџа против Чарлтон атлетика у сезони 1988/89.
На дан 4. октобра, постигао је два гола у поразу 7 : 2 на гостовању против Астон Виле, што је било први пут од 1963. године да је Ливерпул примио седам голова на једној утакмици. На наредној утакмици, постигао је гол у ремију 2 : 2 против Евертона, што му је био стоти гол за Ливерпул у свим такмичењима на 159 утакмици. Постао је први играч након Џерарда 2008. који је постигао стотину голова за клуб, као и трећи најбржи који је то остварио, након Роџера Ханта са 144 утакмице и Џека Паркинсона са 153. Он је постао најбржи играч који је стигао до стотину голова играјући у највећем степену такмичења у Енглеској, јер су Хант и Паркинсон дио голова постигли у трећем степену такмичења, у Другој дивизији. На дан 27. октобра, постигао је гол у побједи од 2 : 0 против Мидтјиланда у другом колу групне фазе Лиге шампиона, док је четири дана касније постигао гол у побједи од 2 : 1 против Вест Хем јунајтеда. На дан 3. новембра, постигао је гол и уписао асистенцију у побједи од 5 : 0 на гостовању против Аталанте у Лиги шампиона, док је три дана касније постигао гол и уписао асистенцију Џоелу Матипу у побједи од 4 : 0 против Вулверхемптон вондерерса. На дан 9. децембра, постигао је гол у првом минуту у ремију 1 : 1 на гостовању против Мидтјиланда, чиме је постао најбољи стријелац Ливерпула у Лиги шампиона са 22 гола, престигавши Џерарда. Средином децембра, постигао је голове на три утакмице које је играо за шест дана; против Фулама у ремију 1 : 1 13. децембра, у побједи од 2 : 1 против Тотенхема 16. децембра, а затим је дао два гола и уписао асистенцију у побједи од 7 : 0 на гостовању против Кристал Паласа 19. децембра.
На дан 31. јануара 2021. постигао је два гола у побједи од 3 : 1 на гостовању против Вест Хем јунајтеда, чиме је постао пети фудбалер Ливерпула који је постигао више од 20 голова у свим такмичењима четири сезоне заредом и први након Ијана Раша који је то остварио од сезоне 1981/82. до сезоне 1986/87. Други његов гол, који је дао у 68. минуту, касније је изабран за гол мјесеца у Премијер лиги. На дан 7. фебруара, постигао је гол у поразу 4 : 1 од Манчестер Ситија, док је 13. фебруара постигао гол у поразу на гостовању од Лестер Ситија 3 : 1. Три дана касније, постигао је гол у побједи од 2 : 0 на гостовању против Лајпцига у првој утакмици осмине финала Лиге шампиона, Поразом од Евертона 2 : 0 недељу дана касније, Ливерпул је први пут од 1923. године изгубио четири утакмице заредом кући. На дан 10. марта, постигао је гол на асистенцију Диога Жоте у побједи од 2 : 0 против Лајпцига у реваншу осмине финала Лиге шампиона, док је 3. априла постигао први гол након два мјесеца у Премијер лиги, у побједи од 3 : 0 на гостовању против Арсенала. Три дана касније, постигао је гол у поразу 3 : 1 од Реал Мадрида у првој утакмици четвртфинала Лиге шампиона, након чега је постигао гол у побједи од 2 : 1 против Астон Виле. На дан 24. априла, постигао је гол у ремију 1 : 1 против Њукасл јунајтеда, чиме је постао први играч Ливерпула који је постигао 20 голова у три различите сезоне Премијер лиге. На дан 13. маја, постигао је гол у побједи од 4 : 2 на гостовању против Манчестер јунајтеда, што је била прва побједа Ливерпула у гостима против Манчестер јунајтеда од марта 2014. Такође, постао је тек други играч Ливерпула након Харија Чемберса у сезони 1920/21. који је у једној сезони постигао гол на Олд Трафорду на двије утакмице, пошто је гол дао и у поразу 3 : 2 у ФА купу. Три дана касније, постигао је гол и у побједи од 2 : 1 на гостовању против Вест Бромич албиона.
Сезону је завршио са 31 постигнутим голом на 51 утакмици у свим такмичењима, од чега је дао 22 у Премијер лиги, гдје је завршио на другом мјесту листе стријелаца, иза Харија Кејна са 23 гола; шест гола је постигао у Лиги шампиона.

#### 2021/22: Трећа златна копачка Премијер лиге
У првом колу Премијер лиге у сезони 2021/22. постигао је гол и уписао двије асистенције у побједи од 3 : 0 против Норич Ситија, чиме је постао први играч у историји лиге који је постигао гол на отварању пет сезона заредом. На дан 28. августа, постигао је гол из пенала за реми 1 : 1 против Челсија, након чега је постигао гол у побједи од 3 : 0 на гостовању против Лидс јунајтеда 12. септембра, што му је био стоти гол у Премијер лиги. Три дана касније постигао је гол у побједи од 3 : 2 против Милана у првом колу групне фазе лиге шампиона, након чега је постигао гол у побједи од 3 : 0 против Кристал Паласа. На дан 25. септембра постигао је гол у ремију 3 : 3 против Брентфорда, што му је био стоти гол за Ливерпул у Премијер лиги, на 151 утакмици, чиме је постао играч који је на најмање утакмица за клуб стигао до сто голова, одигравши утакмицу мање од Роџера Ханта. Такође, то му је био 131 гол за клуб у свим такмичењима, чиме је дошао на десето мјесто најбољих стријелаца Ливерпула свих времена. Три дана касније постигао је два гола у побједи од 5 : 1 на гостовању против Порта.
На дан 3. октобра, постигао је гол у ремију 2 : 2 против Манчестер Ситија, након чега је постигао гол у побједи од 5 : 0 на гостовању против Вотфорда. На дан 19. октобра, постигао је два гола у побједи од 3 : 2 на гостовању против Атлетико Мадрида у Лиги шампиона, чиме је постао први играч у историји Ливерпула који је дао гол на девет утакмица заредом. Такође, то му је био 31 гол у Лиги шампиона, чиме је постао најбољи стријелац клуба у такмичењу, престигавши Џерарда. На својој наредној утакмици, 24. октобра, постигао је хет-трик у побједи од 5 : 0 на гостовању против Манчестер јунајтеда. Са три гола, постао је фудбалер из Африке који је постигао највише голова у Премијер лиги, престигавши Дидјеа Дрогбу који је дао 104. Постао је први играч Ливерпула који је дао гол на Олд Трафорду на три утакмице заредом, као и први противник који је постигао хет-трик на том стадиону против Манчестер јунајтеда након Роналда 2003, а први који је то урадио у Премијер лиги. Такође, постао је први играч Ливерпула који је постигао гол на десет утакмица заредом, од чега седам у Премијер лиги.
На дан 20. новембра, постигао је гол у побједи од 4 : 0 против Арсенала, док је четири дана касније постигао гол у побједи од 2 : 0 против Порта. На дан 1. децембра, постигао је два гола у побједи од 4 : 1 на гостовању против Евертона, чиме је Ливерпул постао први тим у историји првог степена такмичења у Енглеској који је постигао барем по два гола на 18 утакмица заредом у свим такмичењима. Шест дана касније, постигао је гол у побједи од 2 : 1 на гостовању против Милана, чиме је Ливерпул постао први клуб из Енглеске који је групну фазу Лиге шампиона завршио са свих шест побједа. Такође, то му је био 20 гол у сезони, чиме је постао први играч Ливерпула који је постигао барем 20 голова пет сезона заредом, након Ијана Раша. У 16. колу, 11. децембра, постигао је гол за побједу од 1 : 0 против Астон Виле, док је пет дана касније постигао гол у побједи од 3 : 1 против Њукасл јунајтеда, што му је била 15 утакмица заредом у Премијер лиги у којој је или дао гол или уписао асистенцију, чиме је Ливерпул постао први клуб у Енглеској који је остварио 2.000 побједа у првом степену такмичења у Енглеској.
Почетком јануара 2022. постигао је гол у ремију 2 : 2 на гостовању против Челсија. На дан 16. фебруара, постигао је гол у побједи од 2 : 0 на гостовању против Интера у осмини финала Лиге шампиона, док је три дана касније постигао гол у побједи од 3 : 1 против Норич Ситија, чиме је постао десети играч Ливерпула који је дао 150 голова за клуб, а остваривши то на 232 утакмице, постао је други најбржи који је дошао до 150 голова, иза Роџера Ханта који је то остварио на 226 утакмица. На дан 23. фебруара, постигао је два гола и уписао асистенцију у побједи од 6 : 0 против Лидс јунајтеда, након чега је у марту постигао гол у побједи од 2 : 0 на гостовању против Брајтона.
На дан 19. априла, постигао је два гола у побједи од 4 : 0 против Манчестер јунајтеда, чиме је постао први играч који је дао пет голова против Манчестер јунајтеда у једној сезони Премијер лиге. На дан 29. априла, добио је награду за фудбалера године у Енглеској по други пут, након 2018. У последњем колу Премијер лиге, 22. маја, постигао је гол у побједи од 3 : 1 против Вулверхемптон вондерерса, што му је био 23 гол и освојио је златну копачку за најбољег стријелца Премијер лиге, заједно са Соном Хјунгмином који је у последњем колу дао два гола. Такође, са 13 асистенција, завршио је као најбољи асистент лиге и добио је награду за најбољег плејмејкера сезоне. Ливерпул је Премијер лигу завршио на другом мјесту, бод иза Манчестер Ситија, који је у последњем колу губио 2 : 0 од Астон Виле до 76. минута. након чега је преокренуо, побиједио 3 : 2 и освојио титулу. Шест дана касније, Ливерпул је изгубио 1 : 0 у финалу Лиге шампиона.
Сезону је завршио са 31 постигнутим голом на 51 утакмици у свим такмичењима. У Лиги шампиона је дао осам голова, гдје је завршио на четвртом мјесту листе стријелаца.

#### 2022/23: Рекорди у Европи
На дан 1. јула 2022. продужио је уговор на три године, до краја 2025. чиме је постао најплаћенији фудбалер Ливерпула, са платом од 350 хиљада фунти недељно. Крајем јула, постигао је гол из пенала и уписао асистенцију у побједи од 3 : 1 против Манчестер Ситија у Комјунити шилду, чиме је Ливерпул освојио такмичење први пут након 2006. године.
На дан 6. августа, у првом колу је постигао гол и уписао асистенцију у ремију 2 : 2 против Фулама, чиме је постао први играч који је постигао гол на отварању лиге шест сезона заредом. Такође, то му је био осми гол у првом колу, чиме се изједначио са Вејном Рунијем, Френком Лампардом и Аланом Ширером са највише датих голова на отварању Премијер лиге. На дан 22. августа, постигао је гол у поразу 2 : 1 на гостовању против Манчестер јунајтеда, што му је била четврта сезона заредом у којој је дао гол на Олд Трафорду. Недељу дана касније, није успио да постигне гол нити да упише асистенцију у побједи од 9 : 0 против Борнмута, чиме је Ливерпул изједначио рекорд Премијер лиге по највећој побједи. На дан 13. септембра, постигао је гол у побједи од 2 : 1 против Ајакса у другом колу групне фазе Лиге шампиона, након чега је постигао гол у побједи од 2 : 0 против Рејнџерса у трећем колу.
На дан 12. октобра, ушао је у игру у другом полувремену и постигао је хет-трик за шест минута и 12 секунди у побједи од 7 : 1 на гостовању против Рејнџерса, што је био најбржи хет-трик у историји такмичења, срушивши рекорд Бафетимбија Гомиса из 2011. када је постигао три гола за Олимпик Лион против Динамо Загреба за осам минута. Са 38 голова, постао је најбољи стријелац неког енглеског клуба у Лиги шампиона, срушивши рекорд који су заједно држали Дрогба и Серхио Агверо. Четири дана касније, постигао је гол за побједу од 1 : 0 против Манчестер Ситија. На дан 26. октобра, постигао је гол и уписао асистенцију Харвију Елиоту у побједи од 3 : 0 на гостовању против Ајакса, док је три дана касније постигао гол у поразу 2 : 1 кући од Лидс јунајтеда. На дан 1. новембра, постигао је гол у побједи од 2 : 0 против Наполија у последњем колу групне фазе Лиге шампиона, чиме се са седам голова изједначио са Мбапеом на првом мјесту листе стријелаца. Три дана касније, постигао је оба гола у побједи од 2 : 1 против Тотенхема. Након паузе због Свјетског првенства 2022. 22. децембра је постигао гол у поразу 3 : 2 од Манчестер Ситија у осмини финала Лига купа, док је четири дана касније постигао гол и уписао асистенцију Ван Дајку у побједи од 3 : 1 на гостовању против Астон Виле, док је трећи гол дао Стефан Бајчетић.
На дан 7. јануара 2023. године, постигао је гол у ремију 2 : 2 против Вулверхемптон вондерерса у трећем колу ФА купа, што му је био 173 гол за клуб на 280 утакмица у свим такмичењима и дошао је на шесто мјесто најбољих стријелаца Ливерпула свих времена, престигавши Кенија Даглиша. На дан 13. фебруара постигао је гол у побједи од 2 : 0 против Евертона, на асистенцију Дарвина Нуњеза, док је недељу дана касније постигао гол уписао асистенцију за вођство од 2 : 0 против Реал Мадрида у првој утакмици осмине финала Лиге шампиона, након чега је Реал преокренуо и побиједио 5 : 2. Голом који је постигао постао је најбољи стријелац Ливерпула у европским такмичењима са 42 гола, престигавши Џерарда. На дан 1. марта постигао је гол на асистенцију Костаса Цимикаса у побједи од 2 : 0 против Вулверхемптон вондерерса у одложеној утакмици 7. кола. Четири дана касније постигао је два гола и уписао двије асистенције у побједи од 7 : 0 против Манчестер јунајтеда, чиме је постао најбољи стријелац Ливерпула у Премијер лиги са 130 голова, престигавши Робија Фаулера; такође, постао је први играч Ливерпула који је постигао гол против Манчестер јунајтеда на пет утакмица заредом.
На дан 1. априла постигао је водећи гол у гостима против Манчестер Ситија, који је преокренуо и побиједио 4 : 1. Са голом који је постигао, постао је најбољи стријелац Ливерпула на гостовањима у Премијер лиги са 56 голова, престигавши Мајкла Овена. На дан 9. априла постигао је гол у ремију 2 : 2 против Арсенала, који је водио 2 : 0.

## Репрезентативна каријера

### Млада репрезентација
За репрезентацију Египта до 20 година дебитовао је 2010. године, након чега је играо на Свјетском првенству у Колумбији 2011. Постигао је гол против Аргентине у осмини финала, али је Аргентина побиједила 2 : 1 головима Ерика Ламеле. Укупно је одиграо 11 утакмица и постигао три гола у категорији до 20 година.
За репрезентацију до 23 године дебитовао је 2011. године, а затим је играо на Олимпијским играма 2012. На отварању игара, постигао је гол у поразу 3 : 2 од Бразила, након чега је постигао по гол у друге двије утакмице у групној фази, у ремију 1 : 1 против Новог Зеланда 29. јула, као и у побједи од 3 : 1 против Бјелорусије 1. августа, за пласман у елиминациону фазу. У четвртфиналу, Египат је 4. августа изгубио од Јапана 3 : 0 и испао је.

### Сениорска репрезентација
За сениорску репрезентацију Египта дебитовао је 3. септембра 2011. године, у поразу 2 : 1 од Сијера Леонеа. Први гол је постигао 8. октобра, у побједи од 3 : 0 против Нигера у квалификацијама за Афрички куп нација 2012.
На дан 10. јуна 2012. постигао је гол у трећем минуту судијске надокнаде времена за побједу од 3 : 2 на гостовању против Гвинеје у квалификацијама за Свјетско првенство 2014. На дан 9. јуна 2013. постигао је први хет-трик у дресу репрезентације, у побједи од 4 : 2 на гостовању против Зимбабвеа, чиме је Египат остварио четврту побједу заредом у квалификацијама. Недељу дана касније, на наредној утакмици, постигао је гол за побједу од 1 : 0 на гостовању против Мозамбика, чиме се Египат пласирао у другу фазу квалификација. На дан 10. септембра, постигао је гол у побједи од 4 : 2 против Гвинеје, што му је био шести гол у квалификацијама, чиме се изједначио са Мухамадом Абутриком и Асамоом Ђаном на првом мјесту листе стријелаца. У последњој фази квалификација, асистирао је Абутрики за гол у поразу 6 : 1 од Гане; Египат је у реваншу побиједио 2 : 1, али није успио да се пласира на првенство.
На дан 10. октобра 2014. постигао је гол у побједи од 2 : 0 против Боцване у квалификацијама за Афрички куп нација 2015. док је пет дана касније постигао гол и у реваншу против Боцване, у  побједи од 2 : 0. На дан 19. новембра, постигао је гол у поразу 2 : 1 од Туниса, због чега се Египат није пласирао на Афрички куп нација трећи пут заредом.
Био је члан репрезентације на Афричком купу нација 2017. у Габону, гдје је постигао гол за побједу од 1 : 0 против Гане, чиме се Египат пласирао у елиминациону фазу са првог мјеста. На првенству, одиграо је шест утакмица, постигао је два гола и уписао двије асистенције и уврштен је у идеални тим, док је Египат изгубио у финалу 2 : 1 од Камеруна.
У квалификацијама за Свјетско првенство 2018. био је најбољи стријелац репрезентације са шест голова, укључујући оба гола у побједи од 2 : 1 против Конга, од чега је други дао из пенала у последњем минуту, чиме се Египат пласирао на Свјетско првенство први пут након 1990. Упркос томе што је повриједио раме прије почетка првенства, уврштен је на коначни списак објављен 4. јуна. На првој утакмици групе А није играо, а Египат је изгубио 1 : 0 од Уругваја, голом у 89. минуту. У другом колу, постигао је гол из пенала у поразу 3 : 1 од домаћина Русије, што му је био први гол на Свјетском првенству. У последњем колу групне фазе, 25. јуна, постигао је гол у поразу 2 : 1 од Саудијске Арабије, чиме је Египат испао са првенства са сва три пораза.
На дан 8. септембра, постигао је два гола, уписао двије асистенције и промашио два пенала у побједи од 6 : 0 против Нигера у квалификацијама за Афрички куп нација 2019. На дан 16. јуна 2019. уписао је двије асистенције након што је ушао у игру у другом полувремену, у побједи од 3 : 1 против Гвинеје у пријатељској утакмици, гдје је носио капитенску траку први пут у каријери. Десет дана касније, постигао је гол у побједи од 2 : 0 против ДР Конга у другом колу групне фазе Афричког купа нација, док је учествовао и код првог гола, који је постигао капитен Ахмед ел Мухамади. Постигао је гол и у трећем колу групне фазе, у побједи од 2 : 0 против Уганде, али је Египат изгубио у осмини финала 1 : 0 од Јужноафричке Републике.
У септембру 2019. постављен је за капитена репрезентације, након што је Ел Мухамади завршио репрезентативну каријеру. На Афричком купу нација 2021. који је одржан у јануару и фебруару 2022. године, постигао је гол у другом колу групне фазе, за побједу од 1 : 0 против Гвинеје Бисао, након чега је дао одлучујући пенал за побједу од 5 : 4 на пенале против Обале Слоноваче у осмини финала. У четвртфиналу, постигао је гол којим је Египат изборио продужетке против Марока, а затим је асистирао Трезегеу за гол у 100. минуту и побједу од 2 : 1. У финалу, Египат је изгубио 4 : 2 на пенале од Сенегала, за који је играо његов тадашњи саиграч из Ливерпула Садио Мане. Мјесец дана касније, Египат је поново изгубио од Сенегала на пенале, 3 : 1 у квалификацијама за Свјетско првенство 2022. Током пенал серије, промашио је пенал, а навијачи Сенегала су ометали играче Египта са ласерима. На дан 23. септембра, постигао је два гола у побједи од 3 : 0 против Нигера у пријатељској утакмици.
У трећем колу квалификација за Афрички куп нација 2023. који је помјерен за 2024. годину, постигао је гол у побједи од 2 : 0 против Малавија 24. марта 2023. године, што му је био 50 гол за репрезентацију, захваљујући чему је Египат постао једина репрезентација из Африке за коју је више од једног играча постигло 50 голова. Четири дана касније постигао је гол и уписао асистенцију у побједи од 4 : 0 на гостовању против Малавија у четвртом колу квалификација.

## Стил игре и пријем
Описан као брз, мобилан, вриједан и тактичан, са добром техником и осјећајем за гол, претежно је познат по својој брзини, покретљивости, доброј завршници, агилности, вјештини дриблинга, првом додиру и контроли лопте. Такође, наведено је да се истиче његова способност да користи и свој темпо и таленат са лоптом како би побиједио противнике и створио прилике за гол за себе или своје саиграче. Као свестран нападач може да игра на више позиција, али првенствено игра као крило на десном боку, што је позиција која му омогућава да иде у шеснаестерац са својом јачом, лијевом ногом и да или шутира на гол или игра брза додавања са другим играчима и иде иза одбране ка голу. Такође може да игра иза главног нападача као офанзивни везни или други нападач.
На његову повећану пријетњу пред противничким голом откако је прешао у Ливерпул, истакао је да је утицао захтјев тренера Ливерпула Јиргена Клопа да заузме позиције централно у нападу, често играјући као најистуренији нападач, о чему је за ESPN рекао: „играм ближе голу него у било ком клубу прије.“ У почетку каријере играо је на позицији лијевог бека, али након побједе од 4 : 0 против омладинског клуба Енпи из Египта, плакао је јер није постигао гол, пропустивши неколико добрих шанси. Његов тренер је схватио колику има страст за постизањем голова, због чега га је помјерио на позицију нападача.
Понекад га критикују што у неким случајевима више воли да шутира на гол умјесто да дода саиграчима који су у бољој позицији, као и због симулација са намјером да освоји фаул за свој тим. Због позиције на којој игра, ноге којом шутира, као и стила игре и сличних играчких квалитета, често је поређен са Арјеном Робеном.
Описан је од стране неколико стручњака и фудбалских личности као један од најбољих играча на свијету и један од најбољих афричких фудбалера свих времена. Док је играо у Ел Мокавлуну, амерички тренер Боб Бредли га је гледао како игра и истакао је да је примијетио његову невјероватну брзину, експлозивност и интелигенцију на терену, која је била очигледна већ у његовим младим годинама. Након што је прешао у Челси, Жозе Морињо је рекао за њега: „он је млад, брз, креативан, ентузијастичан. Када смо га анализирали, изгледао је као скромна личност на терену, спремна да ради за тим.“ Морињо је истакао да има сличне квалитете као други талентовани играчи са којима је радио, као што су Гарет Бејл и Арјен Робен. Због своје технике, вјештина, темпа, играња лијевом ногом, постизања голова, позиционирања и стила игре, добио је надимак „египатски Меси“ у италијанским медијима. Роналдо, који му је био омиљени фудбалер док је одрастао, изјавио је: „Салах је невјероватан играч са огромним квалитетом. Изгледа као Меси.“ Такође је хваљен због одбијања да прославља голове против својих бивших клубова.

## Приватни живот
Салах и његова супруга Меги вјенчали су се 2013. године. Упознали су се у дјетињству и ишли су заједно у исту школу. Вјенчали су се у Каиру, али је прослава одржана у Нагриру. Њихова најстарија ћерка Мека рођена је 2014. године, а названа је у част исламског светог града Меке. Његова друга ћерка Кајан рођена је 2020. године.
Салах је муслиман и слави голове изводећи сеџду. О прослави је за CNN изјавио: „то је нешто попут молитве или захвалности Богу за оно што сам примио, али да, то је само молитва и молитва за побједу. Увијек сам то радио откад сам био млад, свуда.“ Иако је муслиман прославља Божић по Грегоријанском календару са породицом, због чега је често био критикован у домовини. Камал Машјари, навијач Ливерпула који иде у исту џамију као и Салах, рекао је да, када га муслимани виде, виде младића који иде у џамију, који клања и моли се на терену, који је присутан у јавности и који не крије своју религију, истакавши да он не даје политичку изјаву, већ да је он такав одувијек.
Истакао је да ужива у игрању фудбала на својој конзоли PlayStation и у шали је рекао да је Салах у видео игрици бољи од правог. Изјавио је да су му омиљена храна кошари, јело египатске радничке класе које се обично прави од пиринча, тјестенине и сочива, а може да буде преливено разним опцијама, укључујући зачињени парадајз, сланутак и лук.
На предсједничким изборима у Египту 2018. велики број неважећих гласачких листића, преко милион, укључивао је бираче који су прецртали оба имена и умјесто њих писали Салахово име.
У новембру 2020. године, био је позитиван на ковид 19.

## Ван фудбала

### Спонзори
Има потписан спонзорски уговор са добављачем спортске одјеће и опреме, компанијом Adidas и носи Adidas X18 копачке. учествовао је у реклами за Свјетско првенство 2018. заједно са другим играчима у постројењу компаније, а у реклами су учествовали и Дејвид Бекам, Лионел Меси и Пол Погба, као и пјевач Фарел Вилијамс.
У марту 2018. учествовао је у реклами египатске подружнице компаније Vodafone. У видео снимку је приказан пејзаж Мерзисајда; првобитно је објављен само на арапском, али је касније преведен на енглески. Мјесец дана касније, изјавио је да је „увријеђен” након што је његов лик без његове дозволе пред почетак Свјетског првенства те године постављен преко авиона репрезентације, пошто је званични спонзор репрезентације, компанија WE, супарник његовог спонзора.

### Добротворни рад
Активно учествује у пројектима обнове у свом родном мјесту — Нагригу, гдје око 65% људи живи у сиромаштву, донирајући новац за изградњу школе и болнице. Пројекат укључује изградњу института Ел Азхар и јединице хитне помоћи. У интервјуу за часопис Al-Masry Al-Youm, његов отац је рекао да је Салах одбио било какву финансијску помоћ у реализацији пројекта.
Током боравка у Египту, његова породица је једном опљачкана; лопова је ухватила и ухапсила полиција, а његов отац је хтио да подигне оптужницу против њега, али га је Салах убиједио да одустане од случаја. Након тога, новчано је помогао лопову, дајући му новац и покушавајући да му нађе посао. У фебруару 2018. године, након утакмице против Тотенхема, поклонио је реплику мајице младом навијачу Мохамеду Абделу Кариму, који је раније усликан како носи џемпер са Салаховим именом и бројем дреса. Такође је помогао више од 450 породица дајући им мјесечне накнаде, а помогао је и Влади Египта дајући око 300.000 долара када је земља била у економској кризи..
Дана 13. августа 2022. године, избио је пожар у цркви Абу Сефеин, посвећеној Светом Меркурију, у Гизи, при чему је 41 особа погинула. Накнадно је изразио саучешће преко друштвене мреже Twitter, а затим је дао донацију од три милиона египатских фунти да помогне обнову цркве.

## У популарној култури
Навијачи Ливерпула су скандирали на мелодију Доџијеве пјесме Good Enough, говорећи да ће, ако Салах настави да постиже голове, прећи у ислам – „ако је он довољно добар за тебе, довољно је добар и за мене, ако постигне још неколико онда ћу и ја бити муслиман.“ Салах је дао своје одобрење за пјевање и то је наведено као примјер инклузивности. Према студији из 2021. у American Political Science Review, његов трансфер у Ливерпул довео је до смањења злочина из мржње за 16% у граду, као и до смањења исламофобичне реторике навијача Ливерпула на интернету. Религиозан је у мјери у којој многе друге познате муслиманске спортске личности нису, а његов шарм и аполитична личност учинили су га популарном личношћу у Уједињеном Краљевству као и једним од најпопуларнијих муслимана на свијету. Током прославе голова, спушта се на кољена и клања се како би захвалио Богу у сеџди. У Египту је описан као симбол националног поноса, а сматра се заслужним за повећање популарности Ливерпула међу Египћанима.
Новинари и навијачи назвали су га „Фараон“. Навијачи Ливерпула су му такође дали надимак „египатски краљ“, који произилази из мелодије пјесме Sit Down енглеског инди рок бенда James.
Након његовог гола којим се Египат пласирао на Свјетско првенство по први пут од 1990. године, школа у Египту је названа по њему, као и институт у којем је учио. Након што је Египат испао са првенства 2018. остао је у својој земљи на одмор пред почетак сезоне. Крајем јуна, његова адреса је случајно процурила на Facebook, након чега су се гомиле навијача појавиле испред његове куће куће. Он је поздрављао навијаче и некима давао аутограме, иако је према извјештајима у Шпанији, полиција дошла како би спријечила навијаче да се приближе кући.
Током Ливерпулове предсезонске турнеје по САД 2018. године, амерички умјетник Брандан Одумс направио је мурал у области Тајмс сквера који приказује Салаха у дресу репрезентације Египта, а он је касније поставио слику на друштвеним мрежама како позира поред мурала. У Египту је такође направљено неколико мурала који приказују његову личност, укључујући и један у главном граду Каиру. Године 2018. власти Саудијске Арабије дале су му парче земље у светом муслиманском граду Меки.
Има преко 40 милиона пратилаца на друштвеној мрежи Instagram, што га чини најпраћенијим Египћанином. На прољеће 2018. заузео је прво мјесто у анкети спроведеној међу љубитељима серије видео игара FIFA, са циљем да се изабере фудбалер за насловницу игре FIFA 19. Упркос анкети, за насловницу је изабран Кристијано Роналдо. Такође 2018. представљен је на насловницама часописа GQ, у причи под називом „Незаустављиви успон Моа Салаха“, Године 2019. сврстан је у 100 најутицајнијих људи на свијету по избору часописа Time. Као заговорник равноправности жена на Средњем истоку, за колумну 100 најутицајнијих људи на свијету изјавио је: „морамо да промијенимо начин на који третирамо жене у нашој култури“. Енглески комичар и познати навијач Ливерпула, Џон Оливер је написао његов прилог у издању часописа, који је започео ријечима: „Мо Салах је боље људско биће него што је фудбалер. И он је један од најбољих фудбалера на свијету.“ Исте године је проглашен за „човјека године на Средњем истоку“ по избору часописа GQ, али је његова фотографија за часопис са бразилском манекенком Алесандром Амброзио изазвала критике у исламском свијету. У јануару 2020. године, добио је воштану статуу у музеју Мадам Тисо у Лондону. Музеј је најавио да ће статуа бити откривена касније током године, а генерални директор музеја — Стив Дејвис, изјавио је: „као египатски нападач и тренутно европски и свјетски клупски шампион са Ливерпулом, Мо Салах је свјетска звијезда на врхунцу своје моћи. Знамо да ће обожаваоци вољети да га виде у дому славних, гдје са правом припада.“ Године 2021. часопис Forbes сврстао га је на пето мјесто најплаћенијих фудбалера на свијету, са примањима од 35 милиона евра годишње.

### Критике
Године 2013. у утакмици квалификација за Лигу шампиона 2013/14. између Базела и Макабија из Тел Авива, одбио је да се рукује са неколико израелских играча клуба, умјесто тога је почео да мијења копачке. Због тога су му навијачи Макабија звиждали током утакмице.
Током Свјетског првенства 2018. репрезентација Египта је била смјештена у Чеченији, гдје се фотографисао са лидером региона Рамзаном Кадировим и предсједником парламента Чеченске Републике Магомедом Даудовим током тренинга репрезентације. Касније му је Кадиров додијелио титулу „почасног грађанина Чеченске Републике“. Многи су критиковали његов однос са Кадировим због наводних кршења људских права у Чеченији, као и због тога што је искоришћен за политичку пропаганду.

## Статистика каријере

### Клубови
Ажурирано након утакмице игране 19. маја 2024.
| Клуб                   | Сезона            | Лига                 | Лига   | Лига | Куп    | Куп  | Лига куп | Лига куп | Континентално | Континентално | Остало | Остало | Укупно | Укупно |
| Клуб                   | Сезона            | Лига                 | Утакм. | Гол. | Утакм. | Гол. | Утакм.   | Гол.     | Утакм.        | Гол.          | Утакм. | Гол.   | Утакм. | Гол.   |
| ---------------------- | ----------------- | -------------------- | ------ | ---- | ------ | ---- | -------- | -------- | ------------- | ------------- | ------ | ------ | ------ | ------ |
| Ел Моваклун            | 2009/10.          | Премијер лига Египта | 3      | 0    | 2      | 0    | —        | —        | —             | —             | —      | —      | 5      | 0      |
| Ел Моваклун            | 2010/11.          | Премијер лига Египта | 20     | 4    | 4      | 1    | —        | —        | —             | —             | —      | —      | 24     | 5      |
| Ел Моваклун            | 2011/12.          | Премијер лига Египта | 15     | 7    | 0      | 0    | —        | —        | —             | —             | —      | —      | 15     | 7      |
| Ел Моваклун            | Укупно            | Укупно               | 38     | 11   | 6      | 1    | 0        | 0        | 0             | 0             | 0      | 0      | 44     | 12     |
| Базел                  | 2012/13.          | Швајцарске           | 29     | 5    | 5      | 3    | —        | —        | 16            | 2             | —      | —      | 50     | 10     |
| Базел                  | 2013/14.          | Швајцарске           | 18     | 4    | 1      | 1    | —        | —        | 10            | 5             | —      | —      | 29     | 10     |
| Базел                  | Укупно            | Укупно               | 47     | 9    | 6      | 4    | 0        | 0        | 26            | 7             | 0      | 0      | 79     | 20     |
| Челси                  | 2013/14.          | Премијер лига        | 10     | 2    | 1      | 0    | 0        | 0        | 0             | 0             | —      | —      | 11     | 2      |
| Челси                  | 2014/15.          | Премијер лига        | 3      | 0    | 1      | 0    | 2        | 0        | 2             | 0             | —      | —      | 8      | 0      |
| Челси                  | Укупно            | Укупно               | 13     | 2    | 2      | 0    | 2        | 0        | 2             | 0             | 0      | 0      | 19     | 2      |
| Фјорентина (позајмица) | 2014/15.          | Серија А             | 16     | 6    | 2      | 2    | —        | —        | 8             | 1             | —      | —      | 26     | 9      |
| Рома (позајмица)       | 2015/16.          | Серија А             | 34     | 14   | 1      | 0    | —        | —        | 7             | 1             | —      | —      | 42     | 15     |
| Рома                   | 2016/17.          | Серија А             | 31     | 15   | 2      | 2    | —        | —        | 8             | 2             | —      | —      | 41     | 19     |
| Рома                   | Укупно            | Укупно               | 65     | 29   | 3      | 2    | —        | —        | 15            | 3             | —      | —      | 83     | 34     |
| Ливерпул               | 2017/18.          | Премијер лига        | 36     | 32   | 1      | 1    | 0        | 0        | 15            | 11            | —      | —      | 52     | 44     |
| Ливерпул               | 2018/19.          | Премијер лига        | 38     | 22   | 1      | 0    | 1        | 0        | 12            | 5             | —      | —      | 52     | 27     |
| Ливерпул               | 2019/20.          | Премијер лига        | 34     | 19   | 2      | 0    | 0        | 0        | 8             | 4             | 4      | 0      | 48     | 23     |
| Ливерпул               | 2020/21.          | Премијер лига        | 37     | 22   | 2      | 3    | 1        | 0        | 10            | 6             | 1      | 0      | 51     | 31     |
| Ливерпул               | 2021/22.          | Премијер лига        | 35     | 23   | 2      | 0    | 1        | 0        | 13            | 8             | —      | —      | 51     | 31     |
| Ливерпул               | 2022/23.          | Премијер лига        | 38     | 19   | 3      | 1    | 1        | 1        | 8             | 8             | 1      | 1      | 51     | 30     |
| Ливерпул               | 2023/24.          | Премијер лига        | 32     | 18   | 1      | 1    | 2        | 1        | 9             | 5             | —      | —      | 44     | 25     |
| Ливерпул               | Укупно            | Укупно               | 250    | 155  | 12     | 6    | 6        | 2        | 75            | 47            | 6      | 1      | 349    | 211    |
| Укупно у каријери      | Укупно у каријери | Укупно у каријери    | 430    | 212  | 31     | 15   | 8        | 2        | 126           | 58            | 6      | 1      | 601    | 288    |

1. ↑  Укључује Куп Египта, Куп Швајцарске, Куп Италије и ФА куп
2. ↑  Укључује Лига куп Француске и Лига куп Енглеске
3. ↑  Два наступа у Лиги шампиона, 14 наступа и два гола у Лиги Европе
4. 1 2 3 4 5 6 7 8 9  Наступи у Лиги шампиона
5. ↑  Наступи у Лиги Европе
6. ↑  Два наступа у Лиги шампиона, шест наступа и два гола у Лиги Европе
7. ↑  Један наступ у Комјунити шилду, један наступ у УЕФА суперкупу и два наступа на Свјетском клупском првенству
8. 1 2  Наступ у Комјунити шилду
9. ↑  Наступи у Лиги Европе

### Репрезентација
Ажурирано након утакмице игране 18. јануара 2024.
| Репрезентација | Година | Наступи | Голови |
| -------------- | ------ | ------- | ------ |
| Египат         | 2011.  | 2       | 1      |
| Египат         | 2012.  | 15      | 7      |
| Египат         | 2013.  | 10      | 9      |
| Египат         | 2014.  | 9       | 5      |
| Египат         | 2015.  | 4       | 2      |
| Египат         | 2016.  | 6       | 5      |
| Египат         | 2017.  | 11      | 5      |
| Египат         | 2018.  | 6       | 7      |
| Египат         | 2019.  | 5       | 2      |
| Египат         | 2020.  | 0       | 0      |
| Египат         | 2021.  | 7       | 2      |
| Египат         | 2022.  | 12      | 4      |
| Египат         | 2023.  | 8       | 6      |
| Египат         | 2024.  | 3       | 1      |
| Укупно         | Укупно | 98      | 56     |

### Голови за репрезентацију
Ажурирано након утакмице игране 28. марта 2023.
Извор
| ‡ | Гол из пенала |

| Број | Наступ | Датум               | Стадион                                            | Противник     | Гол за | Коначан резултат  | Такмичење                                 | Реф.    |
| ---- | ------ | ------------------- | -------------------------------------------------- | ------------- | ------ | ----------------- | ----------------------------------------- | ------- |
| 1    | 2      | 8. октобар 2011.    | Међународни стадион, Каиро, Египат                 | Нигер         | 2 : 0  | 3 : 0             | Квалификације за Афрички куп нација 2012. | [ 619 ] |
| 2    | 3      | 27. фебруар 2012.   | Стадион Тани бин Џасим, Доха, Катар                | Кенија        | 1 : 0  | 5 : 0             | Пријатељска                               | [ 620 ] |
| 3    | 6      | 29. март 2012.      | Стадион Картум, Картум, Судан                      | Уганда        | 1 : 1  | 2 : 1             | Пријатељска                               | [ 621 ] |
| 4    | 7      | 31. март 2012.      | Стадион Картум, Картум, Судан                      | Чад           | 1 : 0  | 4 : 0             | Пријатељска                               | [ 622 ] |
| 5    | 10     | 22. мај 2012.       | Стадион Ел Мерик, Омдурман, Судан                  | Того          | 2 : 0  | 3 : 0             | Пријатељска                               | [ 623 ] |
| 6    | 10     | 22. мај 2012.       | Стадион Ел Мерик, Омдурман, Судан                  | Того          | 3 : 0  | 3 : 0             | Пријатељска                               | [ 623 ] |
| 7    | 12     | 10. јун 2012.       | Стадион 28. септембар, Конакри, Гвинеја            | Гвинеја       | 3 : 2  | 3 : 2             | Квалификације за Свјетско првенство 2014. | [ 624 ] |
| 8    | 13     | 15. јун 2012.       | Стадион Борг ел Араб, Александрија, Египат         | Ц. Република  | 2 : 1  | 2 : 3             | Квалификације за Афрички куп нација 2013. | [ 625 ] |
| 9    | 18     | 6. фебруар 2013.    | Висенте Калдерон, Мадрид, Шпанија                  | Чиле          | 1 : 2  | 1 : 2             | Пријатељска                               | [ 626 ] |
| 10   | 19     | 22. март 2013.      | Стадион Борг ел Араб, Александрија, Египат         | Есватини      | 2 : 0  | 10 : 0            | Пријатељска                               | [ 627 ] |
| 11   | 19     | 22. март 2013.      | Стадион Борг ел Араб, Александрија, Египат         | Есватини      | 3 : 0  | 10 : 0            | Пријатељска                               | [ 627 ] |
| 12   | 21     | 9. јун 2013.        | Национални спортски стадион, Хараре, Зимбабве      | Зимбабве      | 2 : 1  | 4 : 2             | Квалификације за Свјетско првенство 2014. | [ 628 ] |
| 13   | 21     | 9. јун 2013.        | Национални спортски стадион, Хараре, Зимбабве      | Зимбабве      | 3 : 1  | 4 : 2             | Квалификације за Свјетско првенство 2014. | [ 628 ] |
| 14   | 21     | 9. јун 2013.        | Национални спортски стадион, Хараре, Зимбабве      | Зимбабве      | 4 : 2  | 4 : 2             | Квалификације за Свјетско првенство 2014. | [ 628 ] |
| 15   | 22     | 16. јун 2013.       | Стадион де Мачава, Мапуто, Мозамбик                | Мозамбик      | 1 : 0  | 1 : 0             | Квалификације за Свјетско првенство 2014. | [ 629 ] |
| 16   | 23     | 14. август 2013.    | Стадион Ел Гуна, Ел Гуна, Египат                   | Уганда        | 2 : 0  | 3 : 0             | Пријатељска                               | [ 630 ] |
| 17   | 24     | 10. септембар 2013. | Стадион Ел Гуна, Ел Гуна, Египат                   | Гвинеја       | 3 : 2  | 4 : 2             | Квалификације за Свјетско првенство 2014. | [ 631 ] |
| 18   | 28     | 5. март 2014.       | Стадион Нови Тиволи, Инзбрук, Аустрија             | БИХ           | 2 : 0  | 2 : 0             | Пријатељска                               | [ 632 ] |
| 19   | 29     | 30. мај 2014.       | Стадион Насионал де Чиле, Сантијаго, Чиле          | Чиле          | 1 : 0  | 2 : 3             | Пријатељска                               | [ 633 ] |
| 20   | 33     | 10. октобар 2014.   | Национални стадион, Габороне, Боцвана              | Боцвана       | 2 : 0  | 2 : 0             | Квалификације за Афрички куп нација 2015. | [ 634 ] |
| 21   | 34     | 15. октобар 2014.   | Међународни стадион, Каиро, Египат                 | Боцвана       | 2 : 0  | 2 : 0             | Квалификације за Афрички куп нација 2015. | [ 635 ] |
| 22   | 36     | 19. новембар 2014.  | Стадион Мустафа бен Џанет, Монастир, Тунис         | Тунис         | 1 : 0  | 1 : 2             | Квалификације за Афрички куп нација 2015. | [ 636 ] |
| 23   | 38     | 14. јун 2015.       | Стадион Борг ел Араб, Александрија, Египат         | Танзанија     | 3 : 0  | 3 : 0             | Квалификације за Афрички куп нација 2017. | [ 637 ] |
| 24   | 39     | 6. септембар 2015.  | Стадион Омниспорт Идрис Махамат Оуја, Нџамена, Чад | Чад           | 3 : 1  | 5 : 1             | Квалификације за Афрички куп нација 2017. | [ 638 ] |
| 25   | 41     | 5. март 2016.       | Стадион Ахмаду Бело, Кадуна, Нигерија              | Нигерија      | 1 : 1  | 1 : 1             | Квалификације за Афрички куп нација 2017. | [ 639 ] |
| 26   | 43     | 4. јун 2016.        | Национални стадион, Дар ес Салам, Танзанија        | Танзанија     | 1 : 0  | 2 : 0             | Квалификације за Афрички куп нација 2017. | [ 640 ] |
| 27   | 43     | 4. јун 2016.        | Национални стадион, Дар ес Салам, Танзанија        | Танзанија     | 2–0    | 2 : 0             | Квалификације за Афрички куп нација 2017. | [ 640 ] |
| 28   | 45     | 9. октобар 2016.    | Стадион Кинтеле, Бразавил, Република Конго         | Конго         | 1 : 1  | 2 : 1             | Квалификације за Свјетско првенство 2018. | [ 641 ] |
| 29   | 46     | 13. новембар 2016.  | Стадион Борг ел Араб, Александрија, Египат         | Гана          | 1 : 0  | 2 : 0             | Квалификације за Свјетско првенство 2018. | [ 642 ] |
| 30   | 50     | 25. јануар 2017.    | Стадион Порт Жантил, Порт Жантил, Габон            | Гана          | 1 : 0  | 1 : 0             | Афрички куп нација 2017.                  | [ 643 ] |
| 31   | 52     | 1. фебруар 2017.    | Стадион де л’Амитје, Либревил, Габон               | Буркина Фасо  | 1 : 0  | 1 : 1 (4–3, пен.) | Афрички куп нација 2017.                  | [ 644 ] |
| 32   | 56     | 5. септембар 2017.  | Стадион Борг ел Араб, Александрија, Египат         | Уганда        | 1 : 0  | 1 : 0             | Квалификације за Свјетско првенство 2018. | [ 645 ] |
| 33   | 57     | 8. октобар 2017.    | Стадион Борг ел Араб, Александрија, Египат         | Конго         | 1 : 0  | 2 : 1             | Квалификације за Свјетско првенство 2018. | [ 646 ] |
| 34   | 57     | 8. октобар 2017.    | Стадион Борг ел Араб, Александрија, Египат         | Конго         | 2 : 1  | 2 : 1             | Квалификације за Свјетско првенство 2018. | [ 646 ] |
| 35   | 58     | 23. март 2018.      | Стадион Лецигрунд, Цирих, Швајцарска               | Португалија   | 1 : 0  | 1 : 2             | Пријатељска                               | [ 647 ] |
| 36   | 59     | 19. јун 2018.       | Стадион Крестовски, Санкт Петербург, Русија        | Русија        | 1 : 3  | 1 : 3             | Свјетско првенство 2018.                  | [ 648 ] |
| 37   | 60     | 25. јун 2018.       | Волгоград арена, Волгоград, Русија                 | С. Арабија    | 1 : 0  | 1 : 2             | Свјетско првенство 2018.                  | [ 649 ] |
| 38   | 61     | 8. септембар 2018.  | Стадион Борг ел Араб, Александрија, Египат         | Нигер         | 3 : 0  | 6 : 0             | Квалификације за Афрички куп нација 2019. | [ 650 ] |
| 39   | 61     | 8. септембар 2018.  | Стадион Борг ел Араб, Александрија, Египат         | Нигер         | 5 : 0  | 6 : 0             | Квалификације за Афрички куп нација 2019. | [ 650 ] |
| 40   | 62     | 12. октобар 2018.   | Стадион Ел Салам, Каиро, Египат                    | Есватини      | 4 : 0  | 4 : 1             | Квалификације за Афрички куп нација 2019. | [ 651 ] |
| 41   | 63     | 16. новембар 2018.  | Стадион Борг ел Араб, Александрија, Египат         | Тунис         | 3 : 2  | 3 : 2             | Квалификације за Афрички куп нација 2019. | [ 652 ] |
| 42   | 66     | 26. јун 2019.       | Међународни стадион, Каиро, Египат                 | ДР Конго      | 2 : 0  | 2 : 0             | Афрички куп нација 2019.                  | [ 653 ] |
| 43   | 67     | 30. јун 2019.       | Међународни стадион, Каиро, Египат                 | Уганда        | 1 : 0  | 2 : 0             | Афрички куп нација 2019.                  | [ 654 ] |
| 44   | 70     | 29. март 2021.      | Међународни стадион, Каиро, Египат                 | Комори        | 3 : 0  | 4 : 0             | Квалификације за Афрички куп нација 2021. | [ 655 ] |
| 45   | 70     | 29. март 2021.      | Међународни стадион, Каиро, Египат                 | Комори        | 4 : 0  | 4 : 0             | Квалификације за Афрички куп нација 2021. | [ 655 ] |
| 46   | 77     | 15. јануар 2022.    | Стадион Румде Аџија, Гаруа, Камерун                | Гвинеја Бисао | 1 : 0  | 1 : 0             | Афрички куп нација 2021.                  | [ 656 ] |
| 47   | 80     | 30. јануар 2022.    | Стадион Ахмаду Ахиџо, Јаунде, Камерун              | Мароко        | 1 : 1  | 2 : 1 (п. с. н.)  | Афрички куп нација 2021.                  | [ 657 ] |
| 48   | 86     | 23. септембар 2022. | Стадион Александрија, Александрија, Египат         | Нигер         | 1 : 0  | 3 : 0             | Пријатељска                               | [ 658 ] |
| 49   | 86     | 23. септембар 2022. | Стадион Александрија, Александрија, Египат         | Нигер         | 3 : 0  | 3 : 0             | Пријатељска                               | [ 658 ] |
| 50   | 88     | 24. март 2023.      | Стадион 30. јун, Каиро, Египат                     | Малави        | 1 : 0  | 2 : 0             | Квалификације за Афрички куп нација 2023. | [ 659 ] |
| 51   | 89     | 28. март 2023.      | Национални стадион Бингу, Лилонгве, Малави         | Малави        | 3 : 0  | 4 : 0             | Квалификације за Афрички куп нација 2023. | [ 660 ] |

## Успјеси

### Клупски
Базел
- Суперлига Швајцарске (2): 2012/13, 2013/14[661]

Ливерпул
- Премијер лига (2): 2019/20,[662] 2024/25
- ФА куп (1): 2021/22[663]
- Лига куп (2): 2021/22[664],2023/24
- Лига шампиона (1): 2018/19;[326] финале: 2017/18,[665] 2021/22[666]
- УЕФА суперкуп (1): 2019[667]
- Свјетско клупско првенство (1): 2019[668]
- Комјунити шилд (1): 2022;[669] финале: 2019,[670] 2020[671]

### Репрезентација
- Афрички куп нација финале (2): 2017,[672] 2021[673]

### Индивидуално
- КАФ таленат године (1): 2012[65]
- Златни дјечак Уније арапских фудбалских савеза (1): 2012[674]
- Фудбалер године у Суперлиги Швајцарске (1): 2013[675]
- Арапски фудбалер године по избору часописа El Heddaf (3): 2013,[676] 2017,[677] 2018[678]
- Играч сезоне Роме (1): 2015/16[188]
- Арапски фудбалер године по избору уније Globe Soccer (1): 2016[679]
- Најбољи арапски фудбалер по избору часописа Goal (5): 2017,[680] 2018,[681] 2019,[682] 2020,[683] 2021[681]
- КАФ тим године (3): 2017,[684] 2018,[685] 2019[686]
- Идеални тим Афричког купа нација (2): 2017,[496] 2021[687]
- Играч мјесеца Премијер лиге (4): новембар 2017, фебруар 2018, март 2018, октобар 2021[662]
- Гол мјесеца Премијер лиге (2): јануар 2021,[688] октобар 2021[689]
- Играч мјесеца Премијер лиге по избору играча (10): новембар 2017,[690] децембар 2017,[691] фебруар 2018,[692] март 2018,[693] децембар 2018,[694] јануар 2019,[695] април 2019,[696] септембар 2021,[697] октобар 2021,[698] фебруар 2022[699]
- Афрички фудбалер године по избору емитера BBC (2): 2017,[700] 2018[701]
- Афрички фудбалер године (2): 2017,[702] 2018[703]
- Играч године Премијер лиге по избору играча (2): 2017/18,[258] 2021/22[704]
- Играч године Премијер лиге по избору новинара (2): 2017/18,[705] 2021/22[706]
- Златна копачка Премијер лиге (3): 2017/18, 2018/19 (дијели), 2021/22 (дијели)[662]
- Играч сезоне у Премијер лиги (1): 2017/18[662]
- Најбољи плејмејкер сезоне у Премијер лиги (1): 2021/22[662]
- Гол сезоне у Премијер лиги (1): 2021/22[662]
- Тим године Премијер лиге (3): 2017/18,[257] 2020/21,[707] 2021/22[704]
- Играч сезоне Ливерпула по избору навијача (3): 2017/18,[708] 2020/21,[709] 2021/22[710]
- Играч сезоне Ливерпула по избору играча (3): 2017/18,[708] 2020–21,[709] 2021–22[710]
- Играч године у Енглеској по избору навијача (3): 2017/18,[711] 2020/21,[712] 2021/22[713]
- Тим сезоне Лиге шампиона (1): 2017/18[714]
- Тим године по избору европских спортских часописа (2): 2017/18,[715] 2021/22[716]
- Сребрна лопта часописа  (1): 2017/18[717]
- Почасно држављанство Чеченије: 2018[612][718]
- Најутицајнијих 100 Африканаца по избору часописа  (1): 2018.[719]
- Награда Пушкаш за гол године (1): 2018[720]
- Златна лопта на Свјетском клупском првенству (1): 2019[347]
- Играч године у Енглеској по избору удружења навијача (2): 2018,[721] 2021[722]
- Најутицајнијих 100 људи по избору часописа  (1): 2019[723]
- Гол сезоне фудбалера Ливерпула (2): 2018/19 (против Челсија), 2021/22 (против Манчестер Ситија)[724]
- Тим године играча са Средњег истока по избору часописа  (1): 2019[725]
- Фудбалер године по избору навијача (2): 2020, 2021[726][727][728][729]
- КАФ тим године (3): 2020,[730] 2021,[731] 2022[732]
- КАФ фудбалер деценије: 2011–2020[733]
- КАФ тим деценије: 2011–2020[734]
- Награда за спортску инспирацију Лауреус академије (1): 2021[735][736]
- Златно стопало (1): 2021[737]
- КАФ фудбалер године (1): 2021[738]
- Гол сезоне по избору емитера BBC (1): 2021/22[739]
- играч године по избору навијача (1): 2022[740]

## Рекорди

### Европска такмичења
- Најбржи хет-трик на утакмици Лиге шампиона: 6 минута и 12 секунди против Ренџерса, 12. октобра 2022.[741]
- Највише голова у Лиги шампиона за један енглески клуб: 40 голова за Ливерпул[742]
- Најбржи хет-трик у Лиги шампиона од стране играча који је ушао у игру са клупе: 13 минута против Ренџерса, 12. октобра 2022.[743]
- Највише постигнутих голова у европским такмичењима од стране фудбалера из Африке: 53 гола[744]
- Најмање додира лопте при постизању хет-трика на једној утакмици Лиге шампиона: 9 додира[743]

### Енглеска
- Највише голова у једној сезони у Премијер лиги са 38 утакмица: 32 гола у сезони 2017/18.[745]
- Највише утакмица на којима је постизао голове током сезоне у Премијер лиги: 24 утакмице у сезони 2017/18.[746]
- Највише голова у једној сезони Премијер лиге од стране фудбалера из Африке: 32 гола у сезони 2017/18.[747]
- Највише освојених награда за фудбалера мјесеца током једне сезоне у Премијер лиги: 3 у сезони 2017/18 (новембар 2017, фебруар 2018. и март 2018.)[748][749][750]
- Највише голова постигнутих лијевом ногом у једној сезони у Премијер лиги: 25 голова у сезони 2017/18[262]
- Највише клубова против којих је постигао гол у једној сезони у Премијер лиги: 17 клубова (рекорд дијели са Ијаном Рајтом и Робином ван Персијем)[751]
- Први фудбалер који је постигао више голова у једној сезони у Премијер лиги него три клуба укупно: Вест Бромич албион (31), Свонзи Сити (28) и Хадерсфилд Таун (28) у сезони 2017/18[752]
- Први фудбалер који је постигао гол у првом колу у Премијер лиги шест сезона заредом: (од сезоне 2017/18. до сезоне 2022/23.)[753]
- Највише голова постигнутих у Премијер лиги од стране фудбалера из Африке: 132 гола[419]
- Највише голова постигнутих у првом колу Премијер лиге: 8 голова (рекорд дијели са Аланом Ширером, Френком Лампардом и Вејном Рунијем)[754]

### Ливерпул
- Највише голова у дебитантској сезони: 44 гола у сезони 2017/18[755]
- Највише голова у европским такмичењима у једној сезони: 11 голова у сезони 2017/18 (рекорд дијели са Робертом Фирмином)[756]
- Највише утакмица на којима је постизао голове у једној сезони: 34 утакмице у сезони 2017/18[757]
- Највише голова у највећем степену лигашких такмичења у Енглеској од стране фудбалера Ливерпула: 32 гола у сезони 2017/18 (рекорд дијели са Ијаном Рашом)[755]
- Највише освојених награда за играча мјесеца Ливерпула у једној сезони: 7 мјесеци у сезони 2017/18[752]
- Играч који је најбрже дошао до 50 постигнутих голова за Ливерпул: 65 утакмица (рекорд поставио у сезони 2018/19.)[758]
- Играч Ливерпула који је најбрже дошао до 50 постигнутих голова у Премијер лиги: 69 утакмица (рекорд поставио у сезони 2018/19.)[759]
- Највише голова на првих 100 утакмица у историји Ливерпула: 69 голова[760]
- Највише голова на првих 100 утакмица у Премијер лиги у историји Ливерпула: 70 голова[761]
- Најбољи стријелац Ливерпула у Лиги шампиона: 41 гол[762]
- Први фудбалер Ливерпула који је постигао 20 или више голова у четири различите сезоне Премијер лиге: 2017/18, 2018/19, 2020/21, 2021/22[763]
- Фудбалер Ливерпула који је најбрже постигао 100 голова у највећем степену лигашких такмичења у Енглеској: на 151 утакмици[764]
- Највише утакмица заредом у којима је постизао гол за Ливерпул: 10 утакмица у сезони 2021/22[419]
- Најбољи стријелац Ливерпула у европским такмичењима: 42 гола[765]
- Најбољи стријелац Ливерпула у Премијер лиги: 130 голова[766]
- Највише голова постигнутих за Ливерпул на гостовањима у Премијер лиги: 56 голова[471]

### Египат
- Најбољи стријелац Египта на Свјетском првенству: 2 гола на првенству 2018. (дијели рекорд са Абдулрахманом Фаузијем)[767][768]
- Најбољи стријелац Египта у квалификацијама за Афрички куп нација: 18 голова[769]

### Италија
- Највише голова неког египатског фудбалера у Серији А: 35 голова на 81 утакмици[770]